# イスタンブール地下鉄
イスタンブール地下鉄（イスタンブールちかてつ、トルコ語:  İstanbul metrosu）は、トルコのイスタンブールの地下鉄である。

## 概要

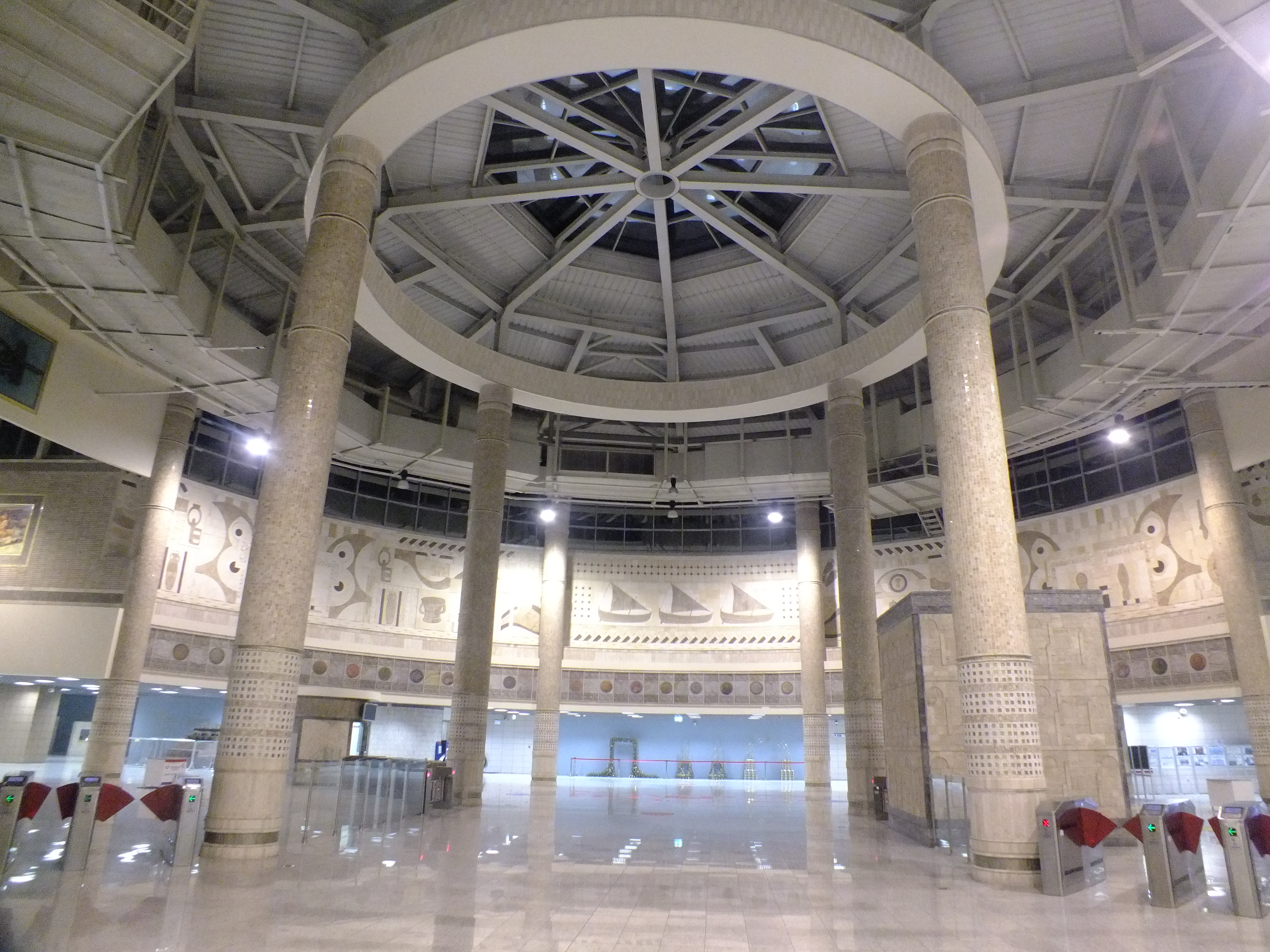
イェニカプ駅構内

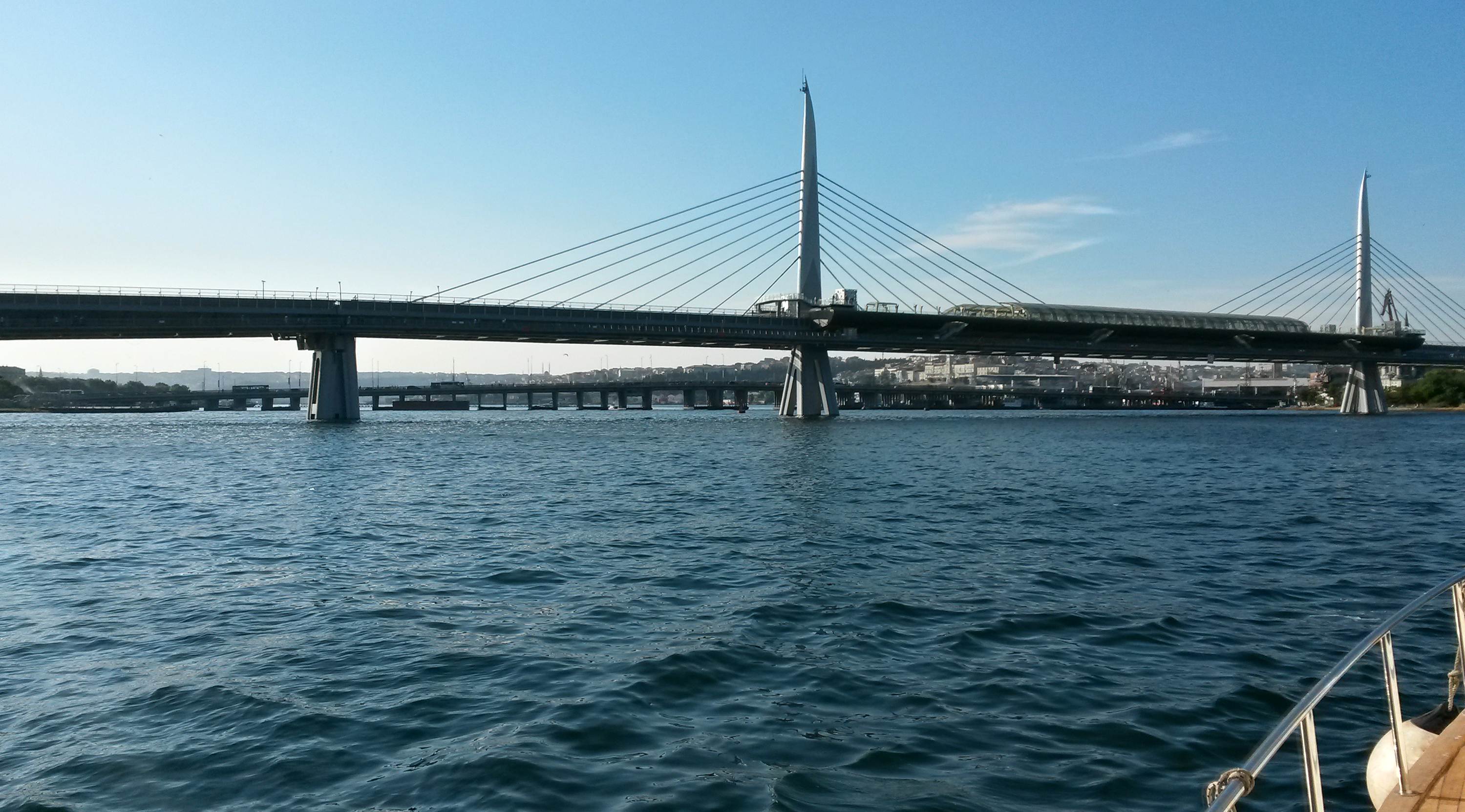
金閣湾に架かるM2号線の橋（金角湾メトロ橋）

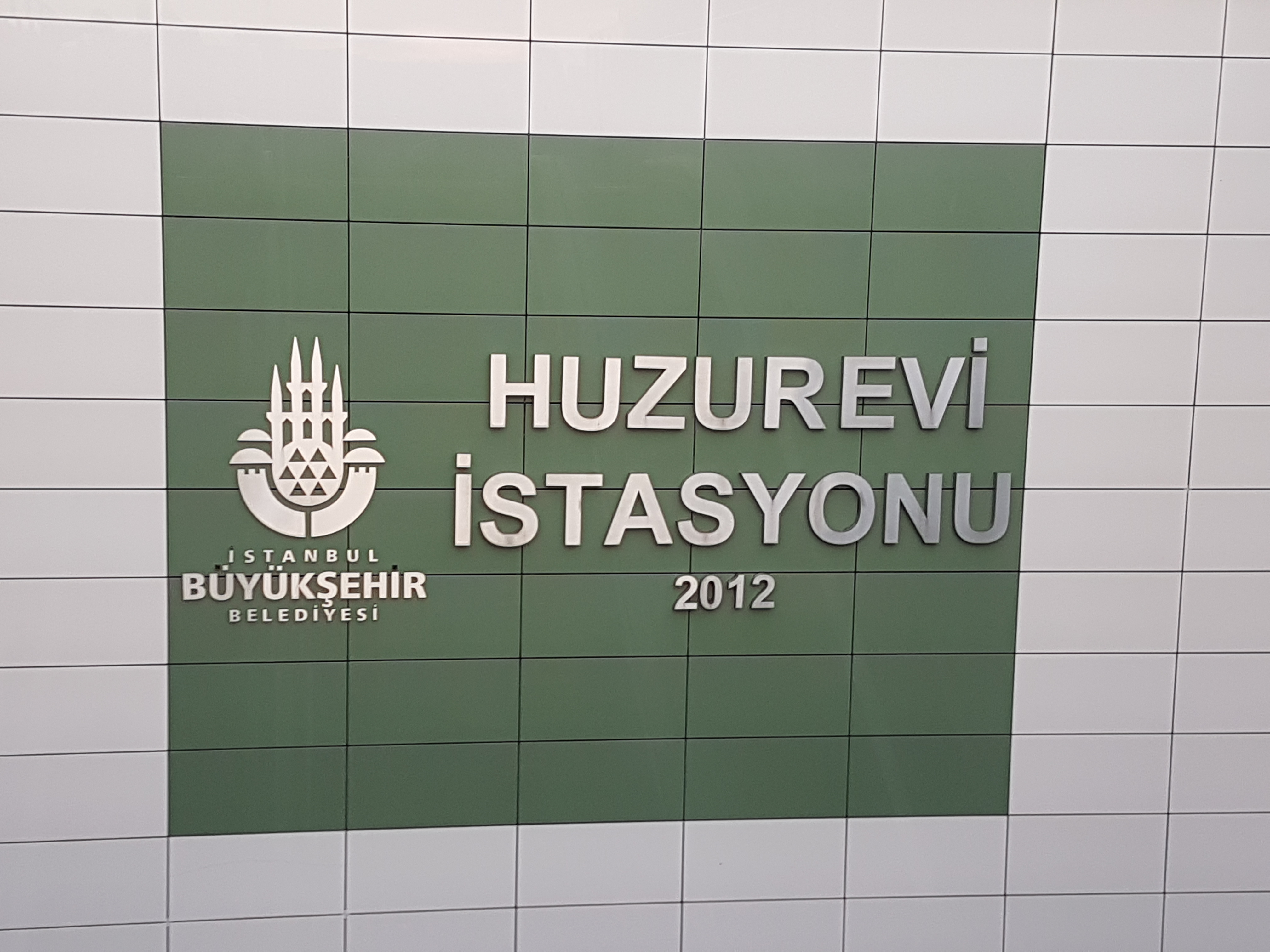
M5号線Huzurevi駅の駅名表示板

M1、M2、M3、M4、M5、M6、M7、M8、M9、M11の10路線が開通しM10、M12、M13、M14が建設中、M20、M34が計画中である。そのうちヨーロッパ側をM1、M2、M3、M6、M7、M9、M11が、アジア側をM4、M5、M8、M10、M12、M14に分かれており両地域をつなぐ地下鉄路線は無く、両地域を結ぶ鉄道としてマルマライ線が走る。
2025年現在、総延長は243.26 kmとなり、人口1000万都市としては遅れていた交通インフラ整備のために急速に建設が進められている。2012年から2023年にかけては相次いで8路線が開通し、2025年時点で105.4ｋｍが建設中で2028年までに4路線が開通予定。

## 歴史
1989年9月3日に現在のM1線がハフィフメトロという名称でライトメトロとして開通。開通当初はライトレール路線としての扱いだったため、本格的な地下鉄の開通としては2000年9月16日に開通した2号線が最初とされる。また、1875年1月17日に開通した地下ケーブルカー方式のテュネルを最初の地下鉄（地下鉄としてはロンドンに次いで世界で2番目）とする記述も見られるがイスタンブル地下鉄には含まれない。
その後は、2012年に4号線、2013年に3号線、2017年に5号線、2016年に6号線が開通した。2020年夏季五輪の招致を目指して地下鉄建設が進められてきたが、2013年に開かれた第125次IOC総会で招致に失敗。しかし、建設は継続され大規模な公共投資はエルドアン大統領が指揮する一大プロジェクトとなってきた。

## 路線
| 路線 | ルート                                        | 総延長   | 駅 | 開通年 | 備考                                                           |
| ---- | --------------------------------------------- | -------- | -- | ------ | -------------------------------------------------------------- |
|      | イェニカプ ↔ アタチュルク空港/キラズル        | 26.1 km  | 23 | 1989年 | LRT路線として開業した最初の路線。ハルカル駅まで9駅が建設中     |
|      | イェニカプ ↔ ハジュオズマン                   | 23.5 km  | 16 | 2000年 | 2000年に開通した最初の地下鉄路線                               |
|      | バクルキョイ・サヒル ↔ カヤシェヒル・メルケズ | 26.7 km  | 19 | 2013年 |                                                                |
|      | カドゥキョイ ↔ サビハ・ギョクチェン空港       | 33.5 km  | 23 | 2012年 | 延伸区間、6駅が建設中                                          |
|      | ユスキュダル ↔ サマンドラ・メルケズ           | 26.5 km  | 20 | 2015年 | 4.4 km、3駅が建設中                                            |
|      | レヴェント ↔ ボアジチ大学＝ヒサリュステュ     | 3.3 km   | 4  | 2015年 |                                                                |
|      | ユルドゥズ ↔ マフムットベイ                   | 20 km    | 19 | 2020年 | 23㎞、13駅が建設中                                             |
|      | ボスタンジュ ↔ パルセルレル                   | 14.2 km  | 13 | 2022年 |                                                                |
|      | アタキョイ ↔ オリンピヤト                     | 17.2 km  | 14 | 2021年 |                                                                |
|      | Pendik Sahil ↔ Kaynarca Merkez                | 5.10 km  | 2  | 2025年 | 建設中                                                         |
|      | キャウトハーネ ↔ アルナフツキョイ・ハスタネ   | 51.5 km  | 10 | 2023年 | アルナフツキョイ・ハスタネ駅からハルカル駅までの区間が建設中。 |
|      | Göztepe ↔ Ümraniye                            | 13.03 km | 11 | 2025年 | 建設中                                                         |
|      | Hastane ↔ Yenidoğan                           | 6.90 km  | 6  | 2028年 | 建設中                                                         |
|      | Altunizade ↔ Kazım Karabekir                  | 4.5 km   | 6  | 2026年 | 建設中                                                         |
|      | Sefaköy ↔ TÜYAP                               | 18.5 km  | 10 | 未定   | 計画中                                                         |
|      | Beylikdüzü ↔ Sabiha Gökçen Airport            | 7.3 km   | 13 | 未定   | 計画中                                                         |

### M1号線
M1号線は、1989年に完成した最初の路線であり、ハフィフ・メトロと呼ばれている。ハフィフとはトルコ語で「軽い」を意味し、英語のLight Metro（ライトメトロ）を直訳したものである。従って、その規格は路面電車に近く、地上区間が大半であることから地下鉄ではなくライトレールに含める事が多い。しかし、近年に路線番号がM1とされ地下鉄一号線として分類されるようになった。2014年に完成したマルマライやトラム、地下鉄2号線への乗換駅であるイェニカプ駅を基点に旧アタテュルク国際空港にまで延びているヨーロッパ側を走る。Esenler駅からKirazlı駅までの区間が2013年に開通した。Kirazlı駅でM3号線に接続する。長年、空港連絡鉄道として重要な地位を占めていてが、2019年に旧アタテュルク国際空港は旅客営業を終えた。Kirazlı駅からトルコ国鉄高速鉄道ターミナル駅のハルカル駅までの区間が建設中である。

M1A/M1B号線の路線図

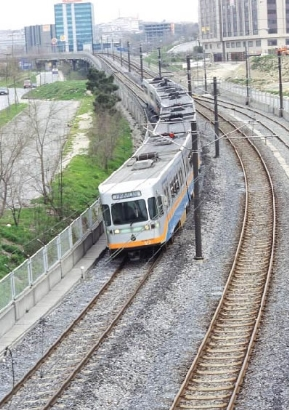
地上を走るM1号線のハフィフ・メトロ

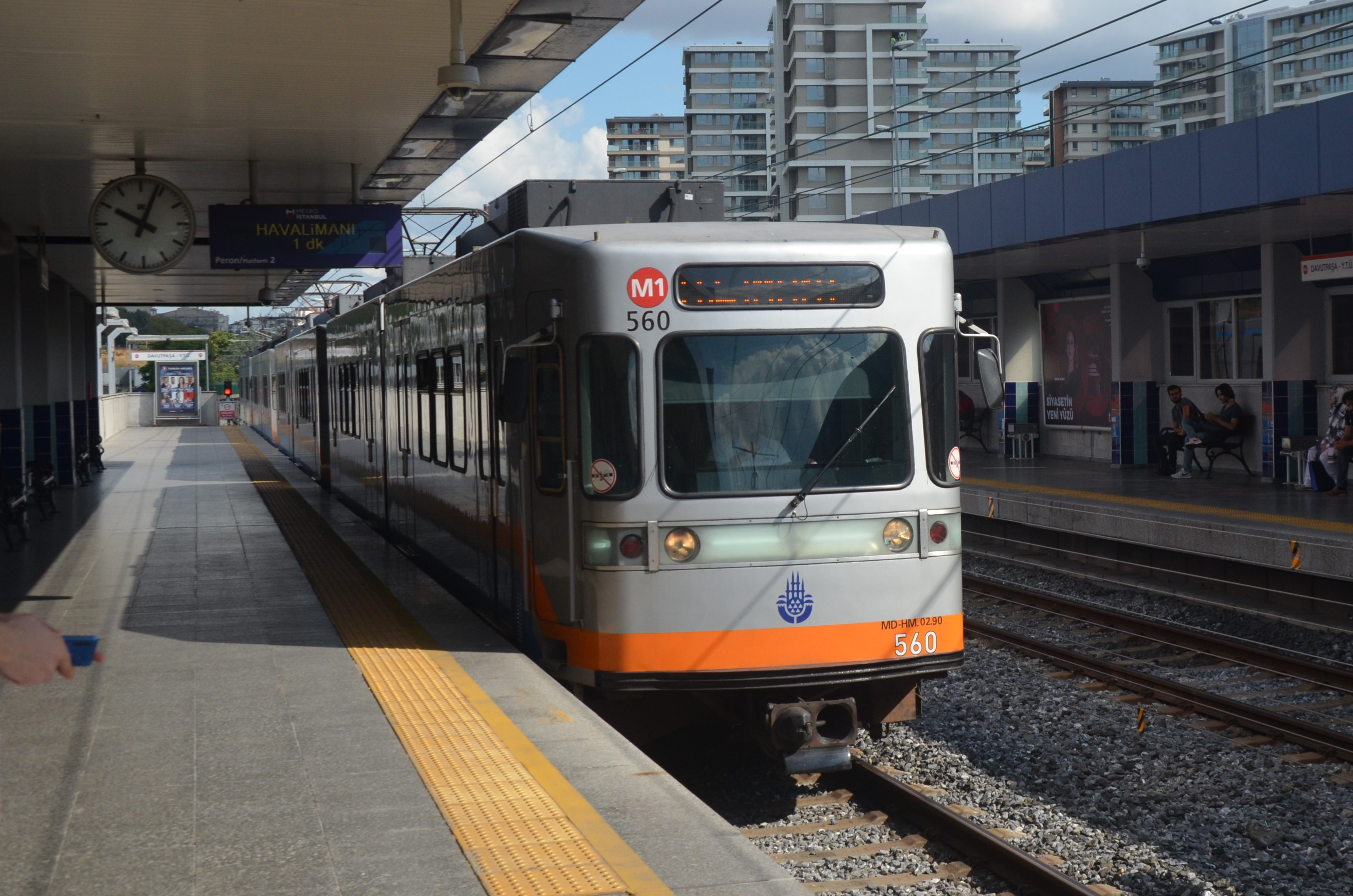
M1号線のDavutpaşa—YTÜ駅

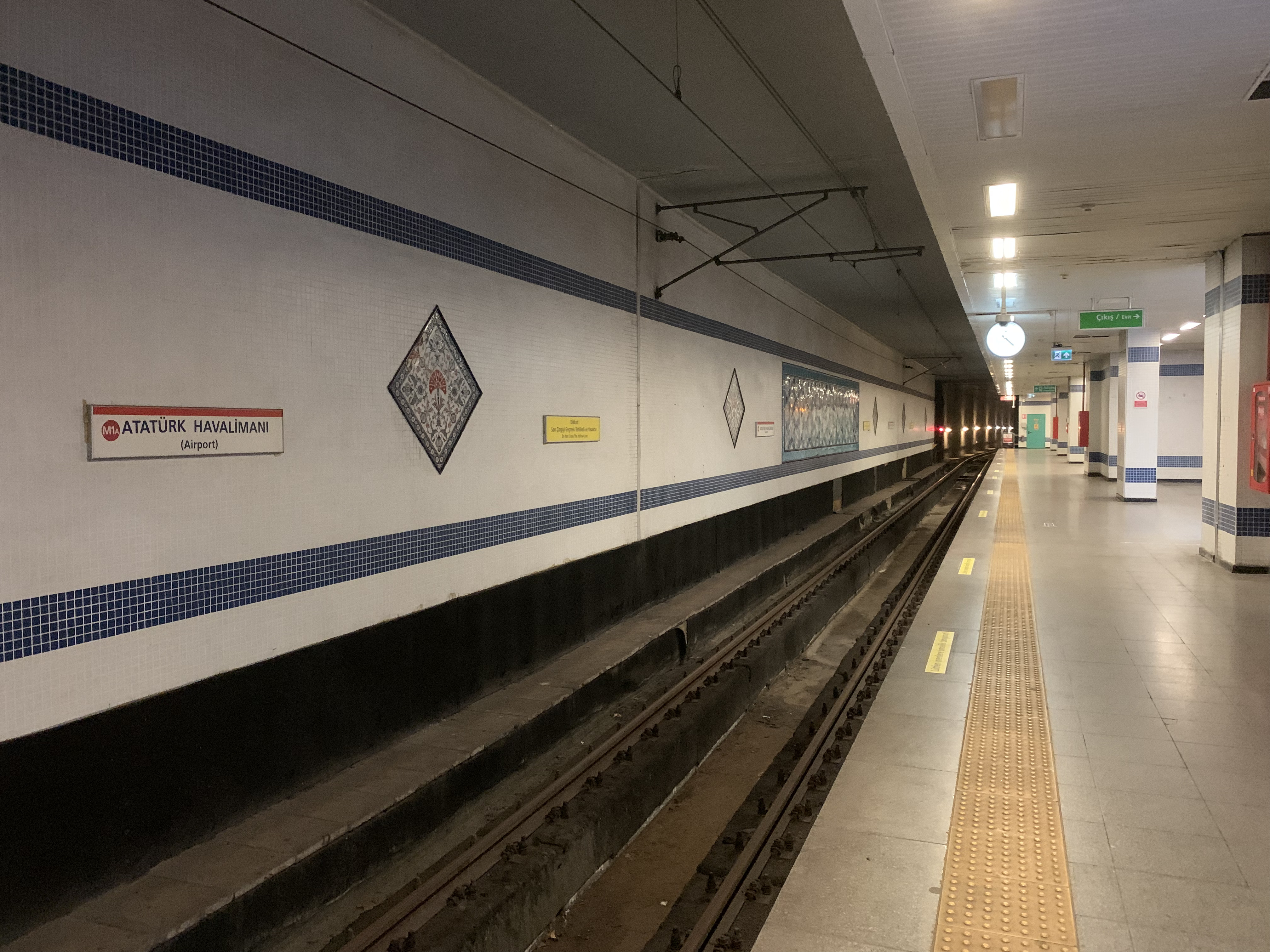
M1号線のアタテュルク空港駅

M1本線。支線のM1A、M1B線と直通運転をしている。
- Yenikapı: (M2) (Marmaray) (İDO)
- Aksaray: (T1)
- Emniyet-Fatih
- Topkapı-Ulubatlı: (T4)
- Bayrampaşa-Maltepe
- Sağmalcılar
- Kocatepe
- Otogar / Coach Station

支線のM1A線
- Terazidere
- Davutpaşa-YTÜ
- Merter: (Metrobus)
- ゼイティンブルヌ駅: (T1) (Metrobus)
- Bakırköy-İncirli
- Bahçelievler: (Metrobus)
- Ataköy-Şirinevler: (Metrobus)
- Yenibosna
- DTM-İstanbul Fuar Merkezi / Expo Center
- Atatürk Havalimanı

支線のM1B線
- Esenler
- Menderes
- Üçyüzlü
- Bağcılar Meydan: (T1)
- Kirazlı: (M3)
- Barbaros(建設中)
- Malazgirt(建設中)
- Mimar Sinan(建設中) (M9)
- Fatih(建設中)
- Halkalı Üniversite(建設中)
- Mehmet Akif Ersoy(建設中)
- Yenidoğan(建設中)
- Bezirganbahçe(建設中)
- ハルカル駅(建設中) (M11、M34)

### M2号線
M2号線は、1992年に着工し、2000年にイスタンブール初の本格的な地下鉄として新市街側のイスティクラル通りの北の終点であるタクスィム広場から北の住宅街に向けて開通した路線である。また、トルコ・テレコム・アリーナとサナイ・マハーレシィ駅を結ぶシャトル路線が支線として運行されている。この新市街の地下鉄は金角湾を金角湾メトロ橋で渡って旧市街に達し、M1号線やマルマライ線、トラムと接続するイェニカプ駅までの区間が2014年2月15日に開通した。
- Hacıosman
- Darüşşafaka
- Atatürk Oto Sanayi
- İTÜ-Ayazağa
- Sanayi Mahallesi
- 4. Levent
- Levent

M2号線の路線図

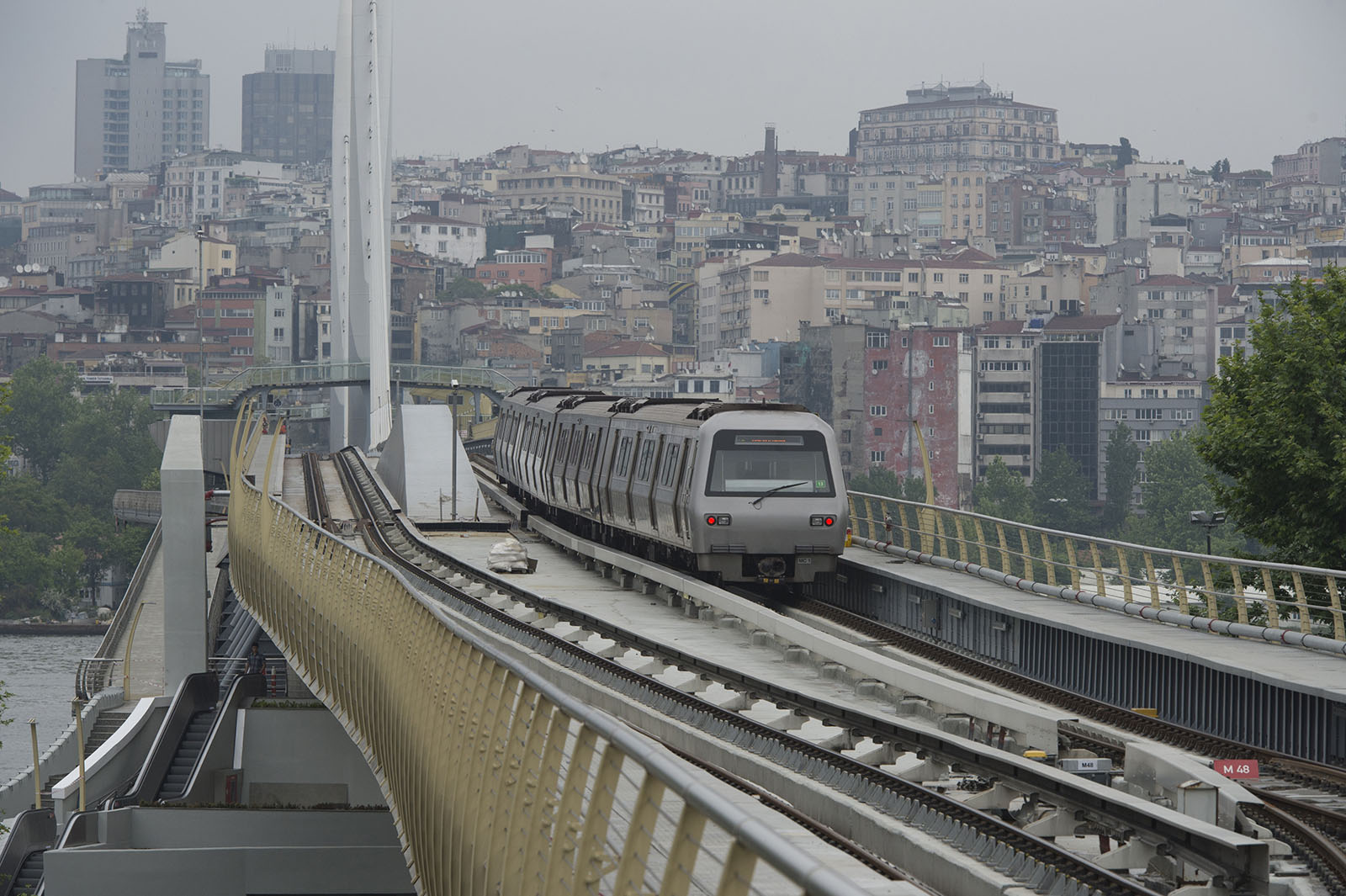
金角湾を渡るM2号線

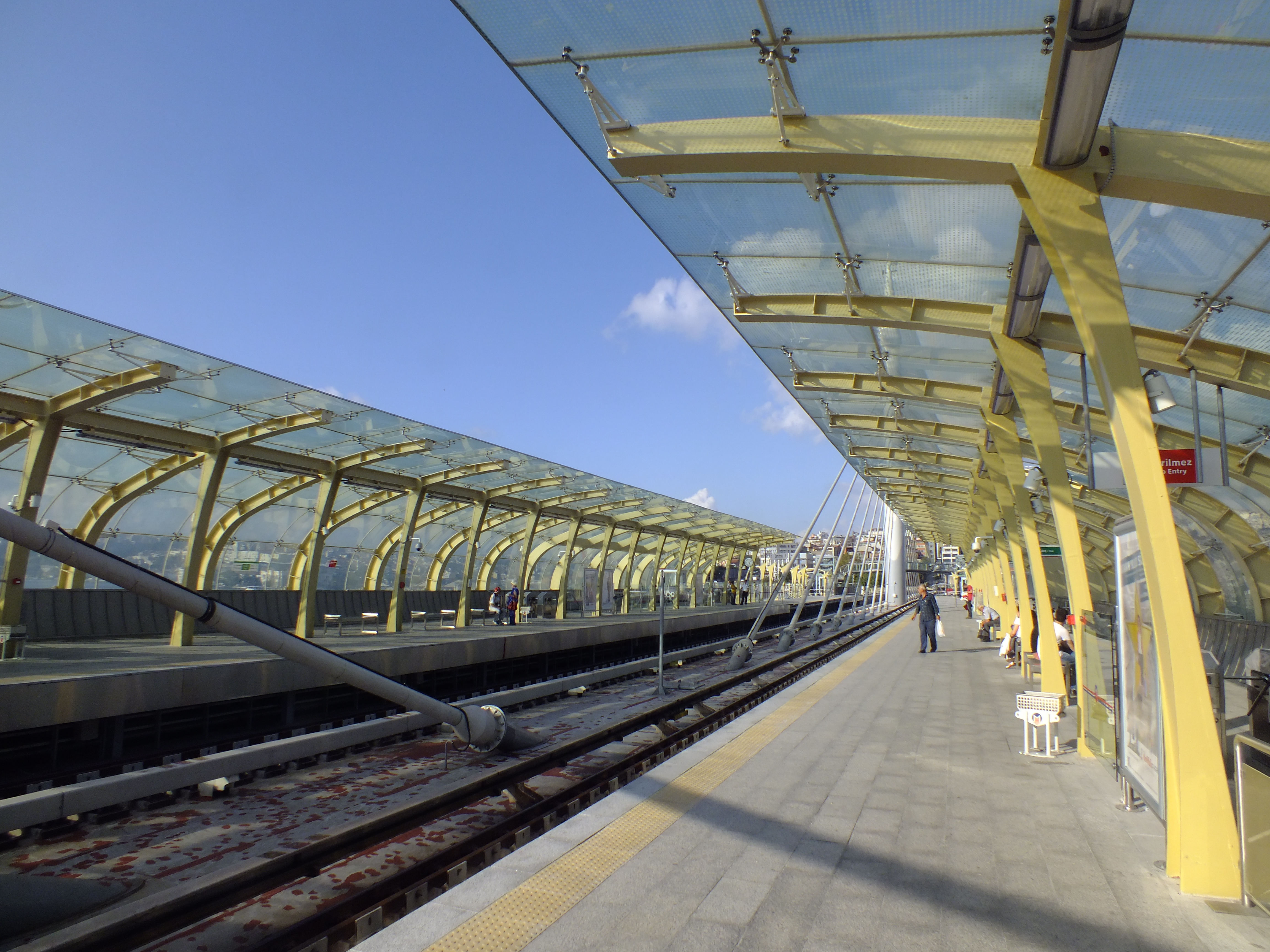
M2号線のハリッチ駅

- Gayrettepe: (Metrobüs)
- Şişli-Mecidiyeköy: (M7) (Metrobüs)
- Osmanbey
- Taksim: (F1) (T2)
- Şişhane: (F2) (T2)
- Haliç / Golden Horn
- Vezneciler: (T1)
- Yenikapı: (M1A) (M1B) (Marmaray) (İDO)

- Sanayi Mahallesi
- Seyrantepe

### M3号線
M3号線は、バクルキョイ・サヒルとカヤシェヒル・メルケズ を結ぶ路線である。バシャクシェヒル＝メトロケントとキラズル間、支線のオリンピヤトとイキテッリ・サナイ間が2013年6月14日に開通。Kirazlı駅ではM1B号線に接続する。イスタンブールが立候補していた2020年夏季オリンピックの会場予定であったオリンピック公園への交通手段路線として整備された支線はその後にM9に路線変更している。
- Bakırköy Sahil
- Özgürlük Meydanı
- İncirli(M1A、M2)
- Haznedar
- İlkyuva
- Yıldıztepe
- Molla Gürani
- Kirazlı(M1B)
- Yenimahalle
- Mahmutbey(M7)
- İSTOÇ
- İkitelli Sanayi(M9)
- Turgut Özal
- Siteler
- Başak Konutları
- MetroKent
- Onurkent
- Şehir Hastanesi
- Toplu Konutlar

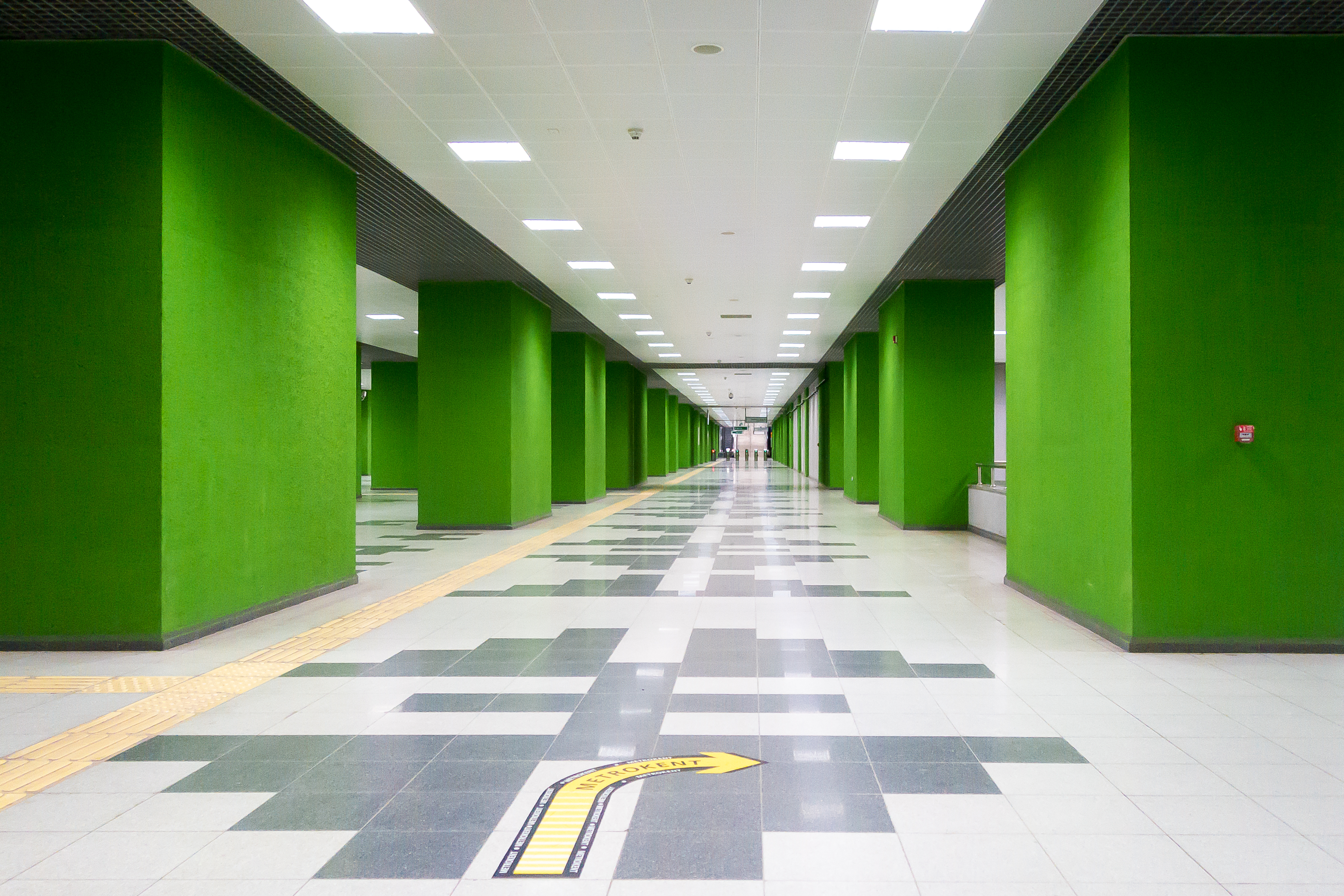
M3号線のMahmutbey駅

- Kayaşehir Merkez(M11)

### M5号線
M5号線はアジア側ではM4号線につぐ2番目の地下鉄路線として2017年12月15日にユスキュダル～ヤマネブラー間が開通した。その後、2018年10月21日にはチェキメキョイまでの区間、2024年3月24日にSamandıra Merkez駅まで延伸開業しており2025年中にSultanbeyli駅までの全線が開業する。トルコで最初の全自動運転の鉄道路線となっており、全駅にホームドアが設置されている。
- Üsküdar: (Marmaray)
- Fıstıkağacı
- Bağlarbaşı

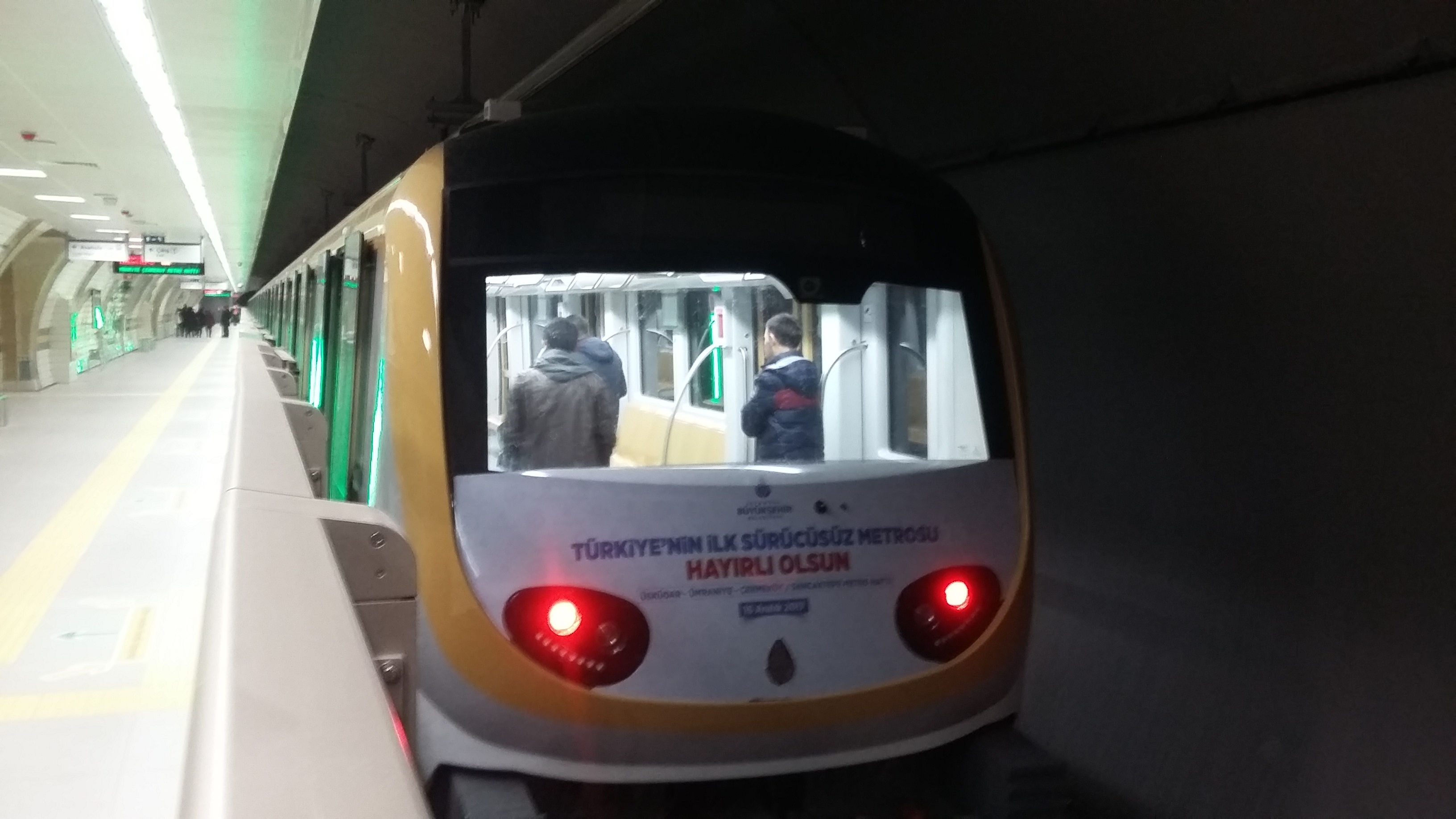
M5号線の自動運転を行う車両

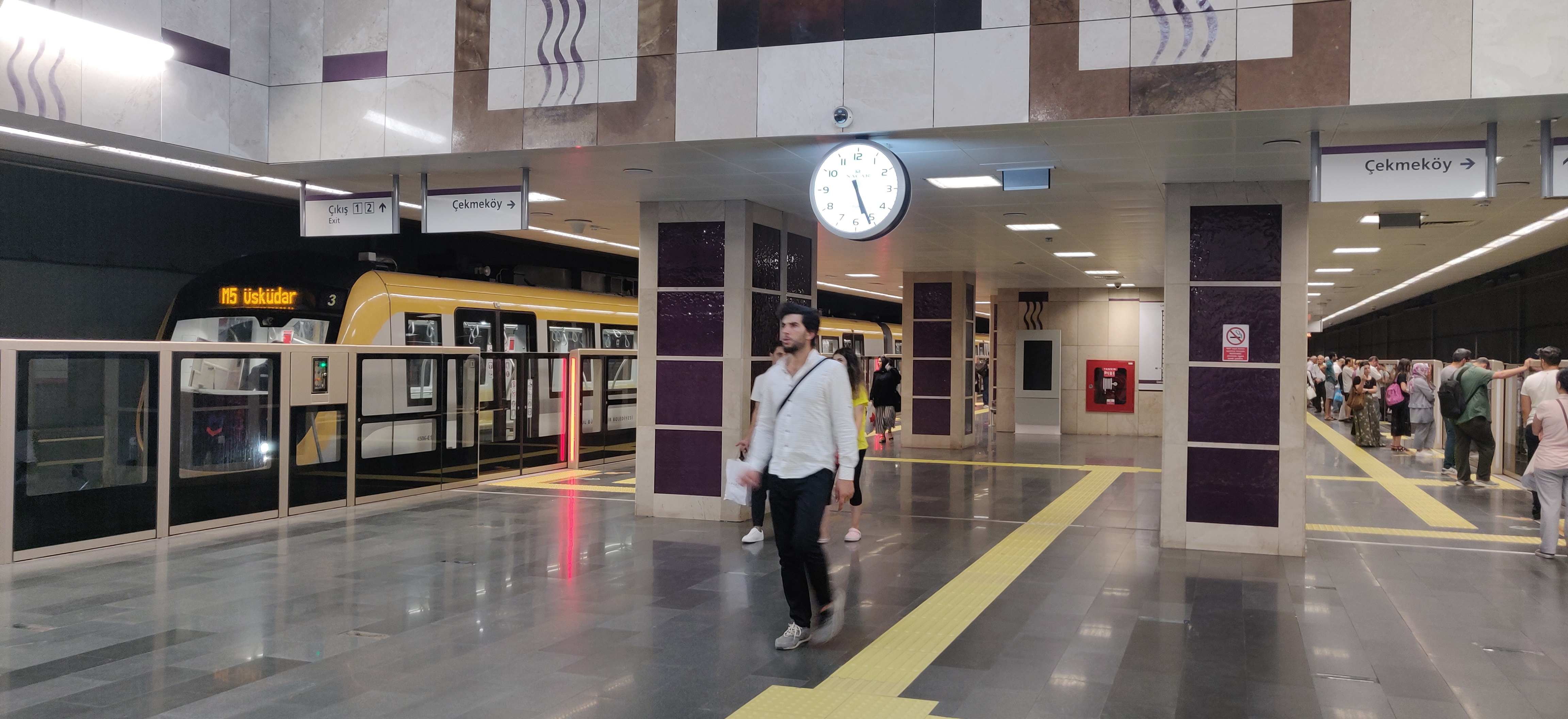
M5号線のÜsküdar駅

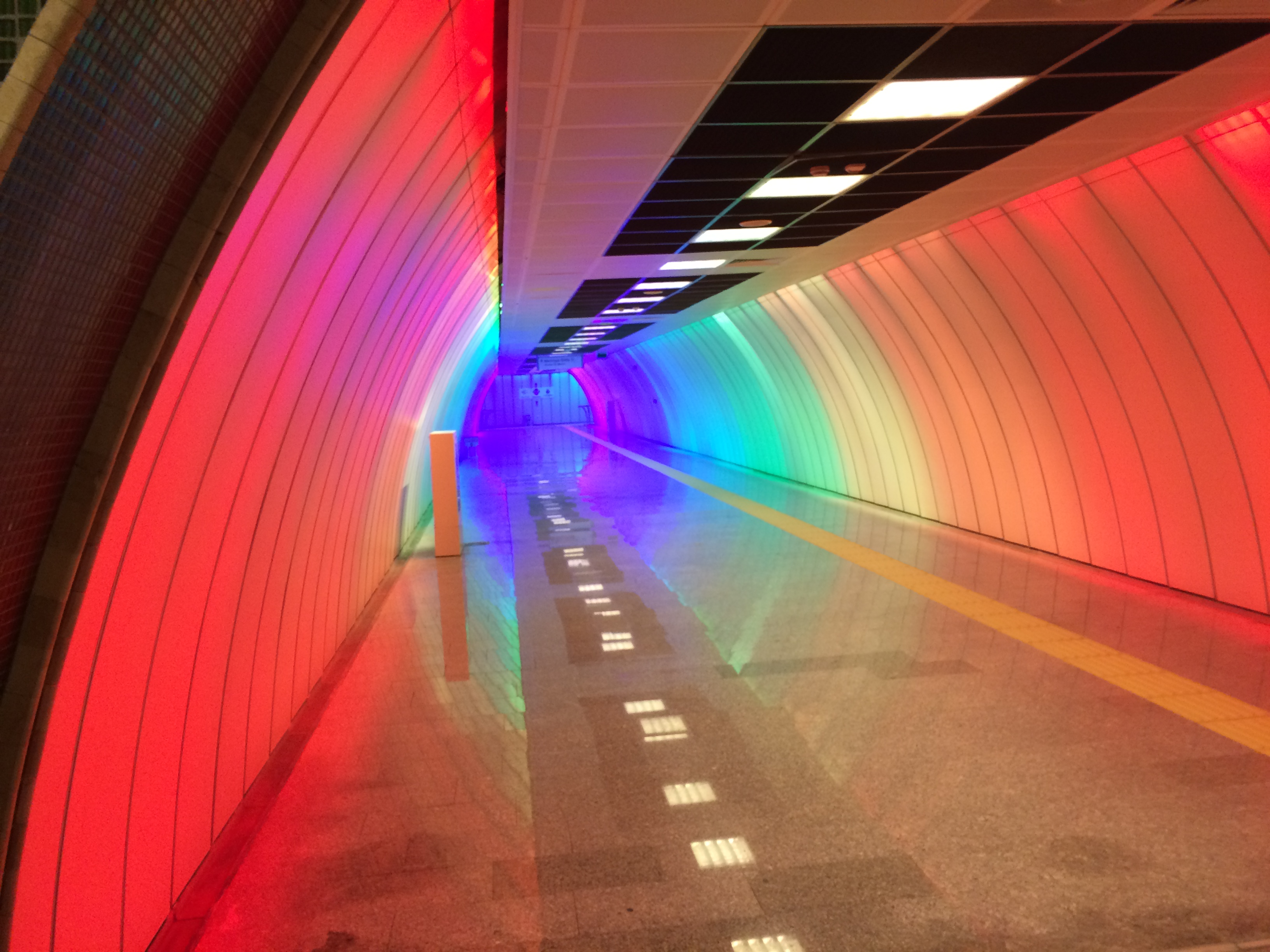
6号線のNispetiye駅構内

- Altunizade: (Metrobüs)
- Kısıklı
- Bulgurlu
- Ümraniye
- Çarşı
- Yamanevler
- Çakmak
- Ihlamurkuyu
- Altınşehir
- İmam Hatip
- Dudullu
- Necip Fazıl
- Çekmeköy
- Meclis
- Sarıgazi
- Sancaktepe
- Samandıra Merkez
- Veysel Karani(建設中)
- Hasanpaşa(建設中)
- Sultanbeyli(建設中)

### M6号線
M6号線はライトレール・メトロ路線。2号線のレヴェント駅とボアジチ大学＝ヒサリュステュ駅間の3.3kmが2015年4月19日に開通。
- Levent (M2)
- Nispetiye
- Etiler

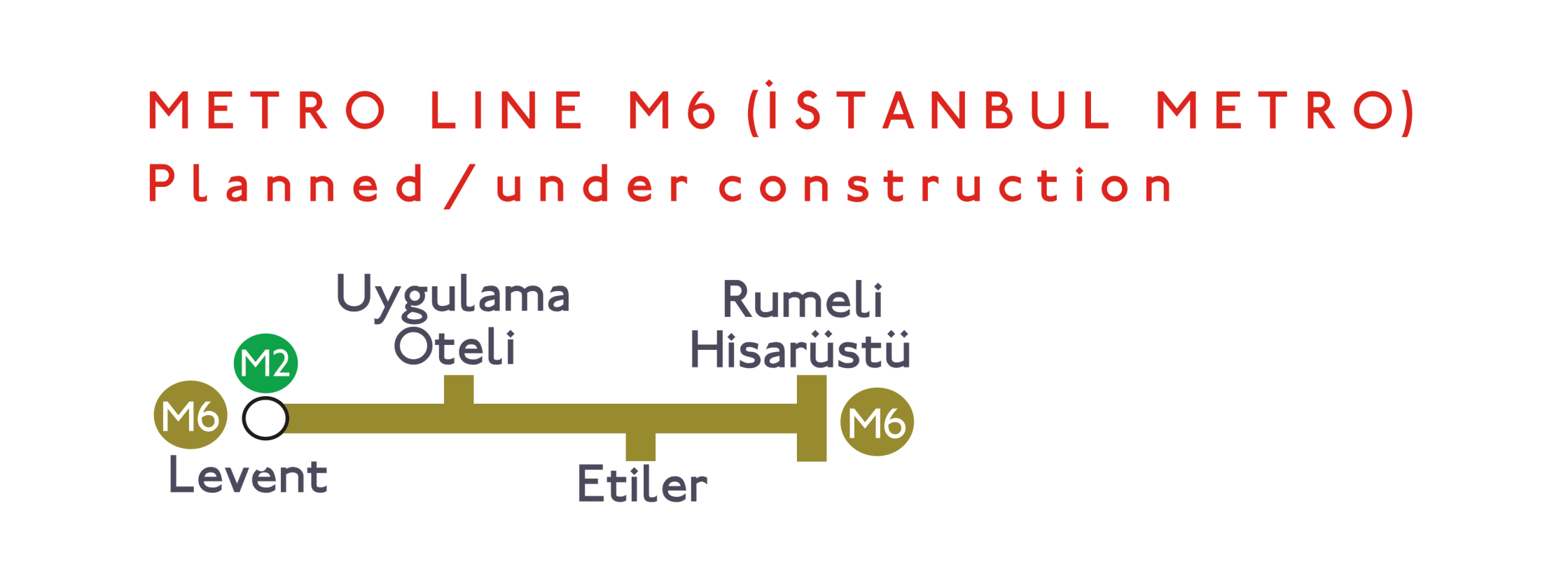
M6号線路線図。

- Boğaziçi Üniversitesi

### M7号線
M7号線は計画ではカバタシュ駅とマフムットベイ駅を結ぶが、メジデイェキョイ - マフムットベイ間の18km、15駅が2020年10月28日に開通、ユルドゥズ-メジデイェキョイ間が2023年1月2日に開通している。ユルドゥズ-メジデイェキョイ間は暫定的にシャトル運用となっている。2029年に全線が開通予定となっている。

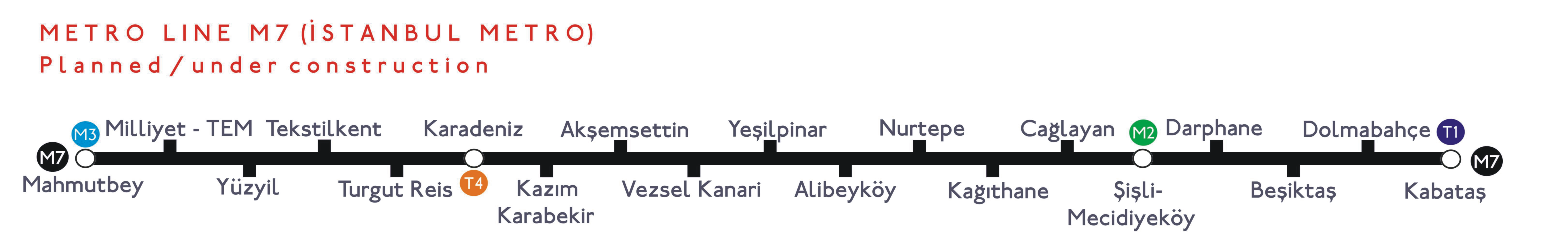
M7号線の路線図

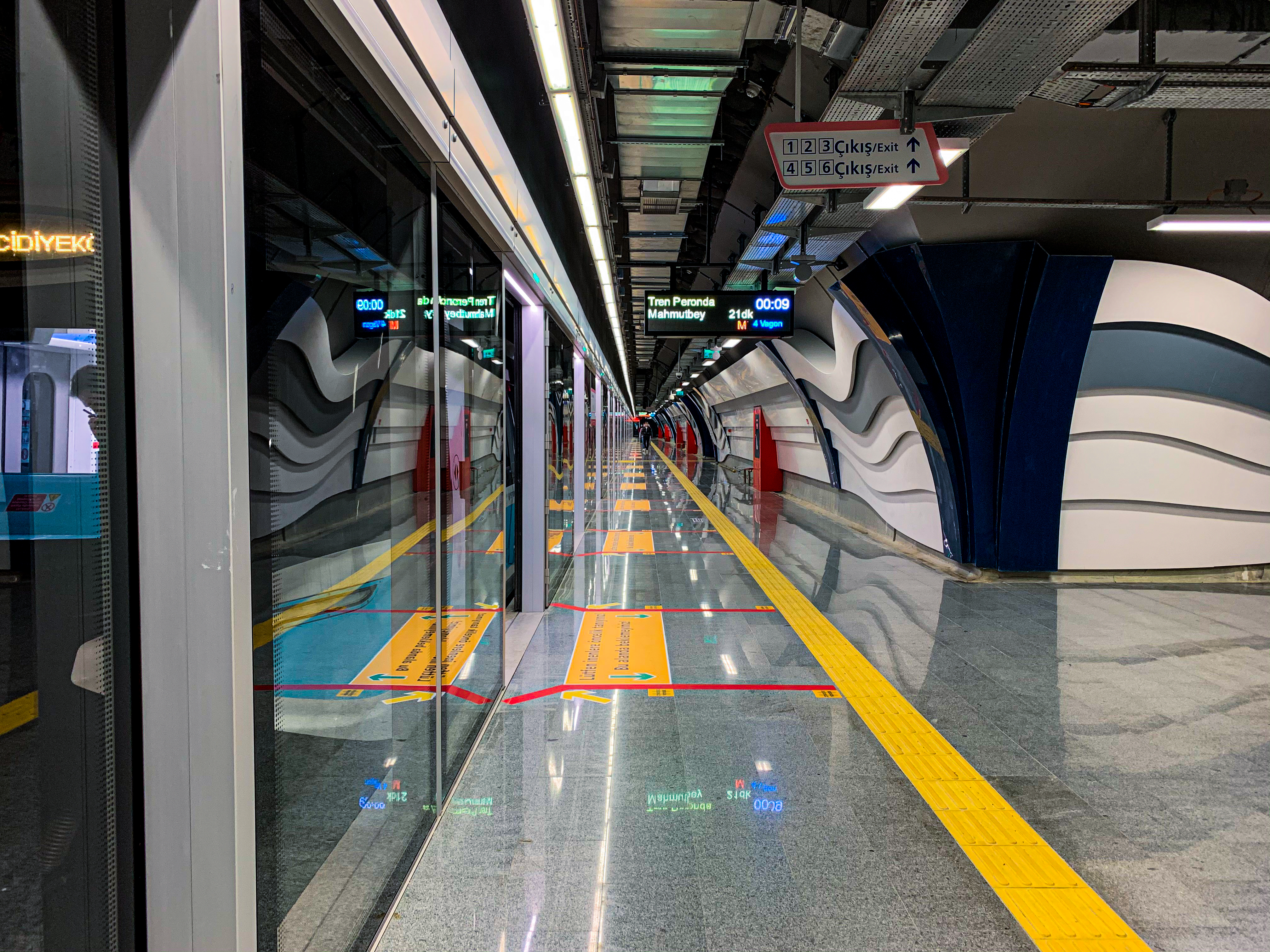
全面ホームドアのある7号線Mecidiyeköy駅

- Kabataş(T1) (F1)(建設中)
- Beşiktaş(建設中)
- Yıldız
- Fulya
- Mecidiyeköy: (M2) (Metrobüs)
- Çağlayan
- Kâğıthane
- Nurtepe
- Alibeyköy
- Yeşilpınar
- Veysel Karani
- Akşemsettin
- Kâzım Karabekir
- Yenimahalle
- Karadeniz Mahallesi: (T4)
- Tekstilkent
- Yüzyıl
- Göztepe
- Mahmutbey: (M3)

### M8号線

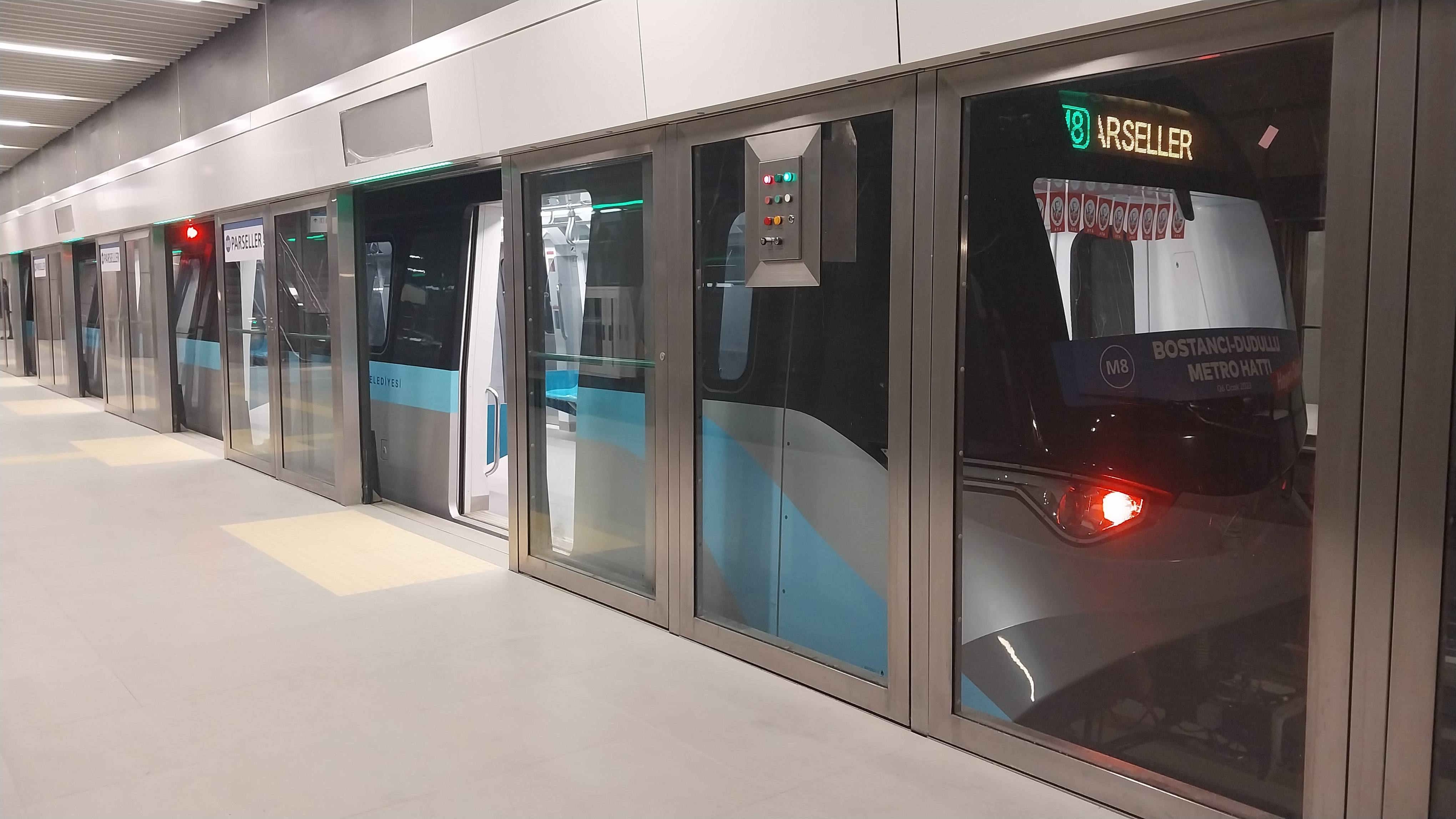
全面ホームドアのあるM8号線の駅

M8号線。2023年1月6日開通。総延長14.2 km。Bostancı駅とParseller駅を結ぶ。

### M9号線
M9号線。2021年5月29日開通。総延長17 km。Ataköy駅と Olimpiyat駅を結んでいる。

### M10号線
M10号線。Pendik Merkez駅からサビハ・ギョクチェン国際空港までを結ぶ建設中の路線。2026年開通予定

### M11号線

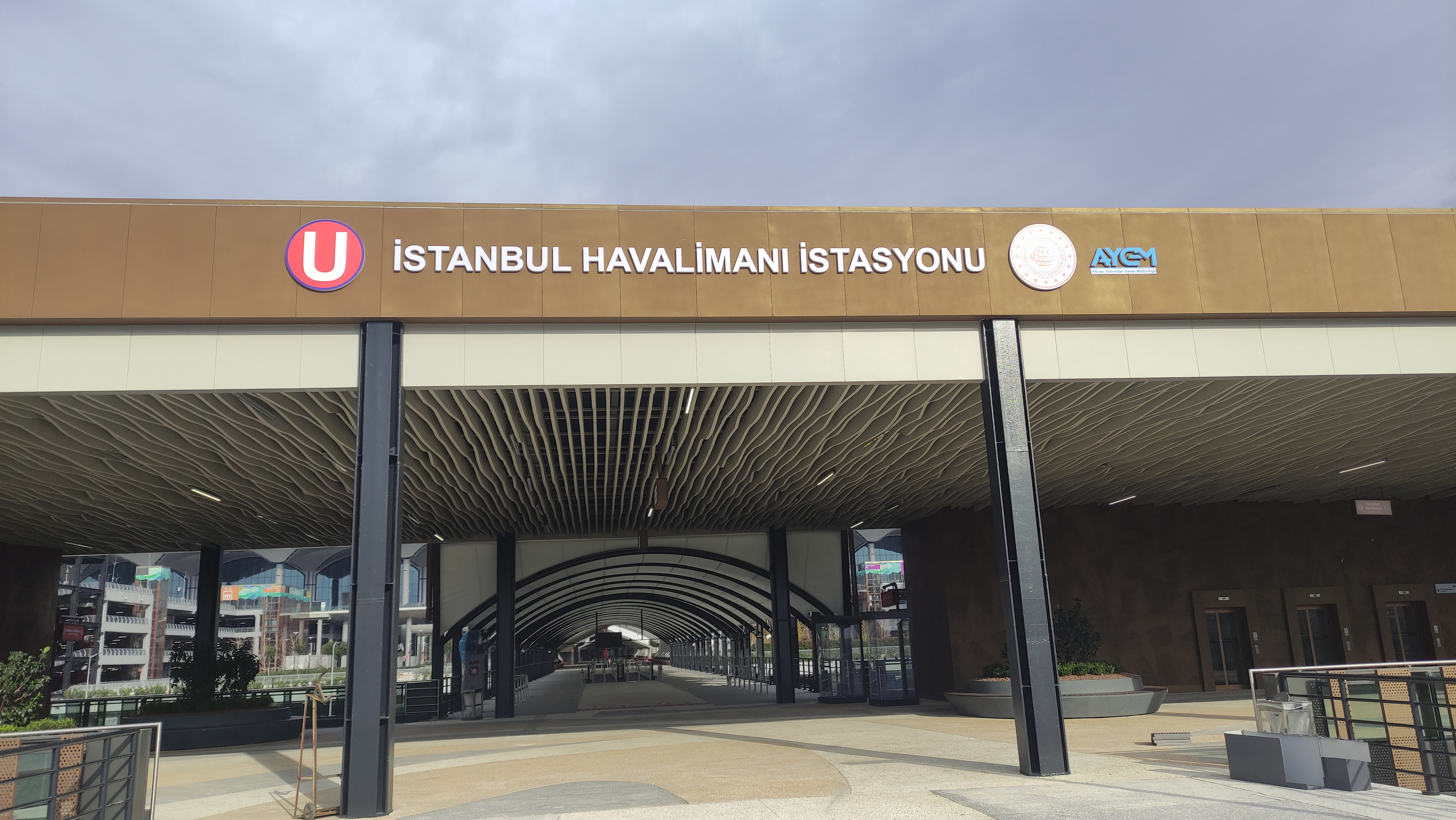
M11号線のイスタンブール空港駅

M11号線。イスタンブール空港までを結ぶ路線。新空港開港に合わせて建設されていたが2023年1月23日に開通。M7号線との乗換駅となるキャウトハーネ駅からイスタンブール空港駅まで所要時間26分で結ぶ。トルコ国鉄のハルカル駅までの区間は建設中である。ハルカル駅までの区間が完成するとマルマライ線を経由する高速鉄道に乗り換えてアンカラ方面へ行くことが可能となる。

### M12号線
M12号線。建設中。

### M13号線
M13号線。建設中。

### M14号線
M14号線。建設中。

### M20号線
M20号線。建設中。

### M34号線
M34号線。計画中。

## その他
上記の地下鉄路線以外にも、ライレールのT4号線は半数が地下を走り、ケーブルカーの2路線（F1、F2）も地下を走る。そのうち、F2号線はテュネルと呼ばれ、ロンドンに次いで世界第二に古い地下鉄と言われることもある。また、マルマライ線も地下を走る。

## ギャラリー

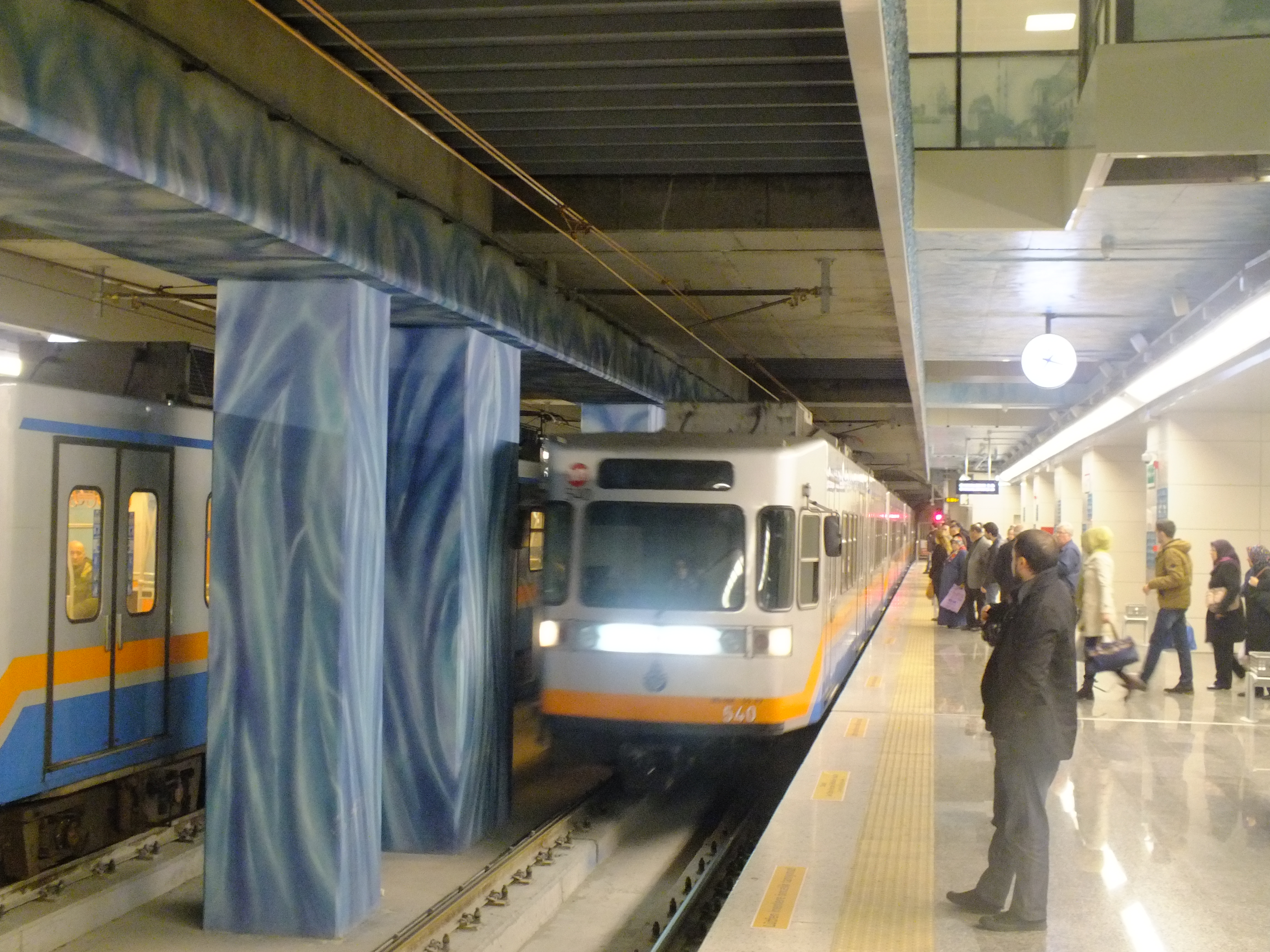
1号線のイェニカプ駅
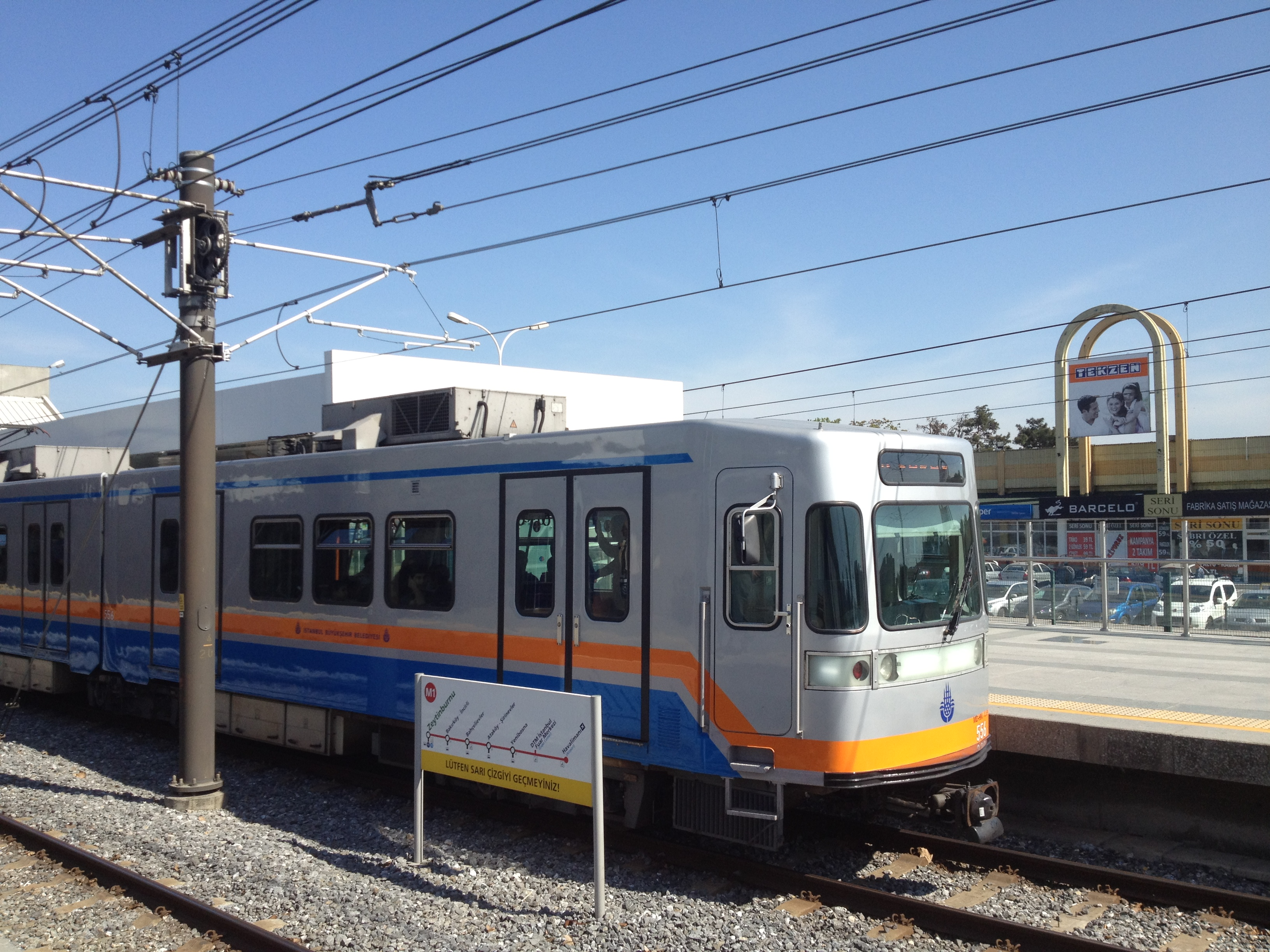
1号線の車両
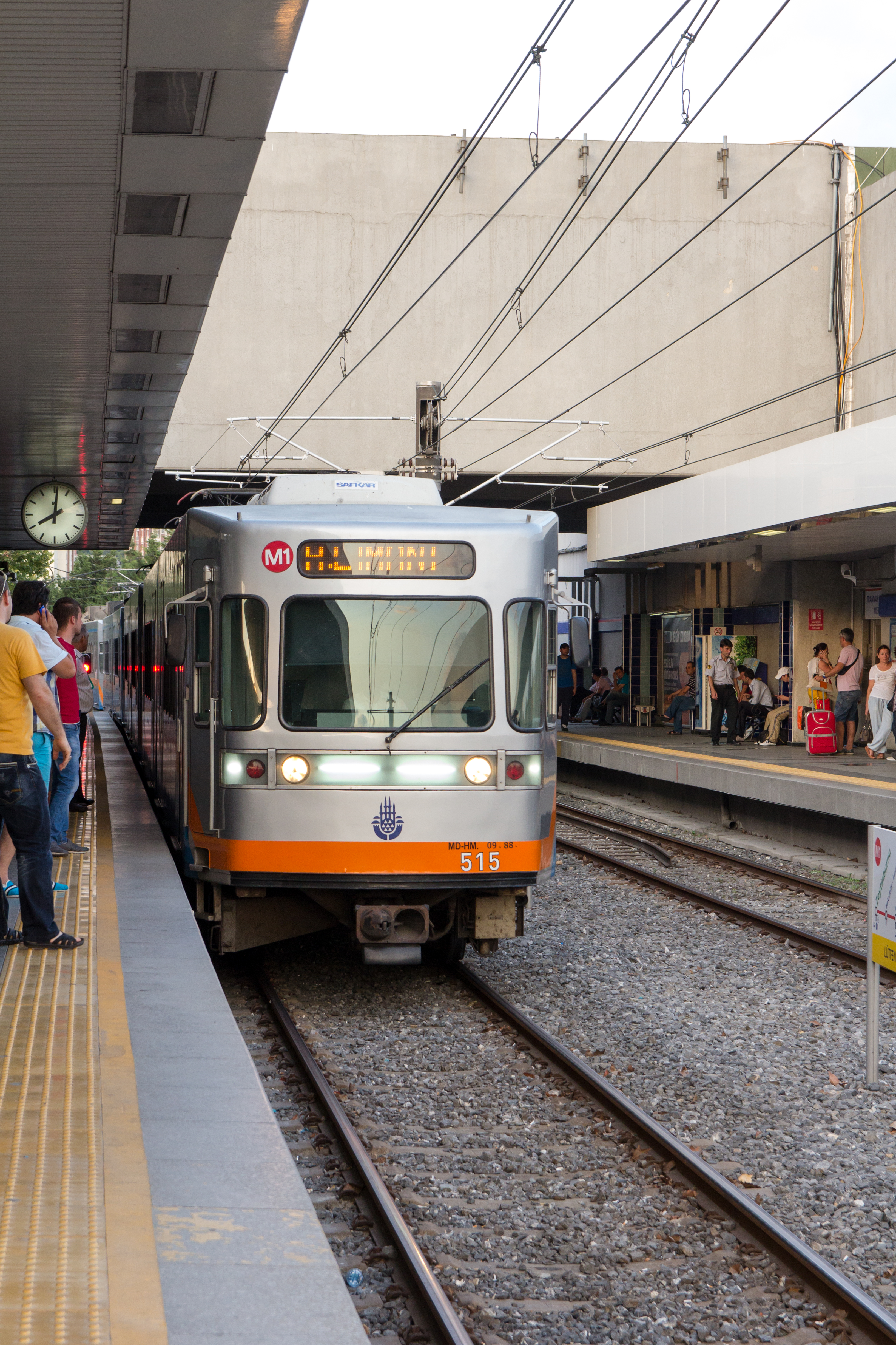
1号線のゼイティンブルヌ駅
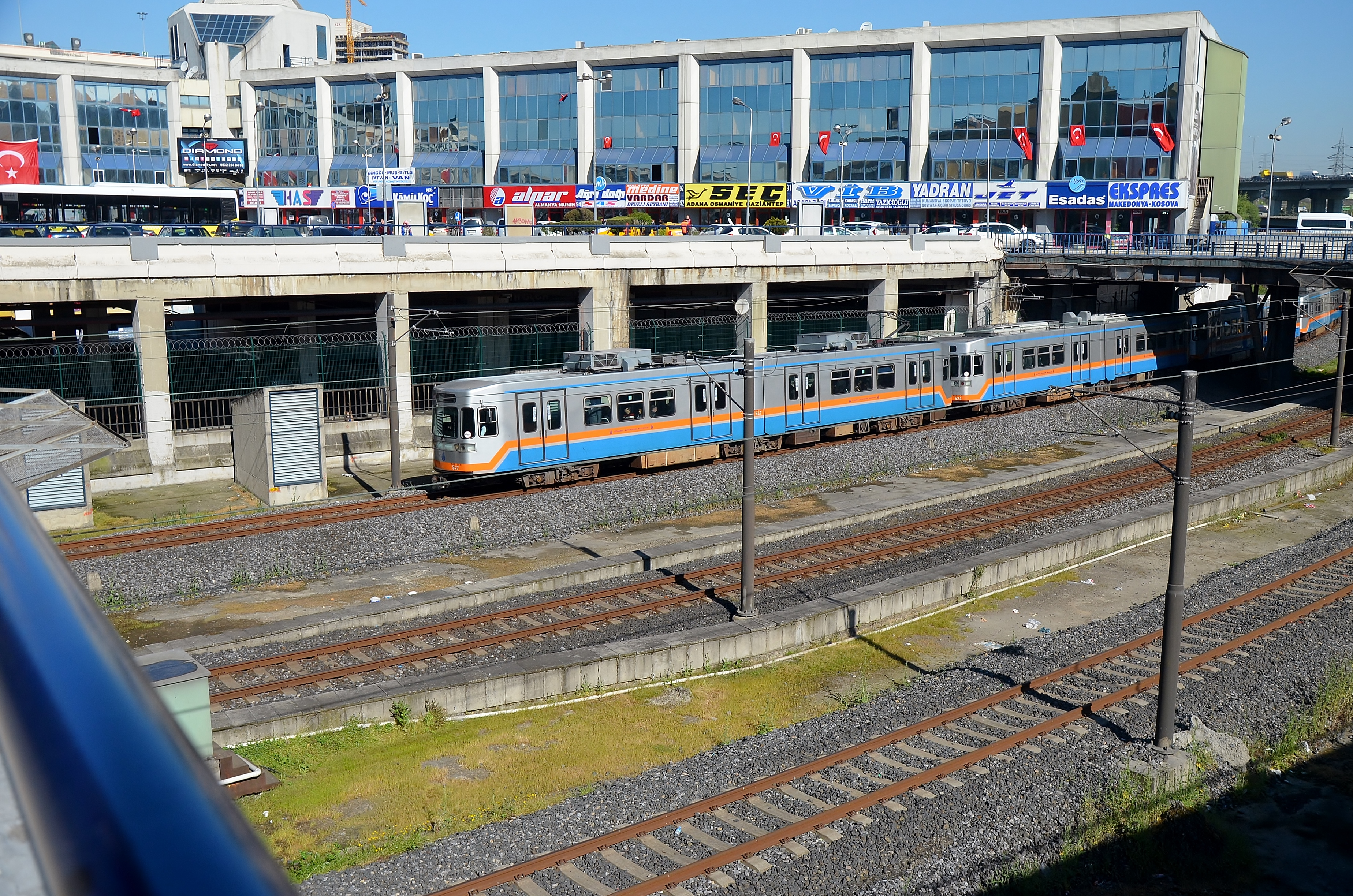
1号線のオトガル駅（トルコ語版）
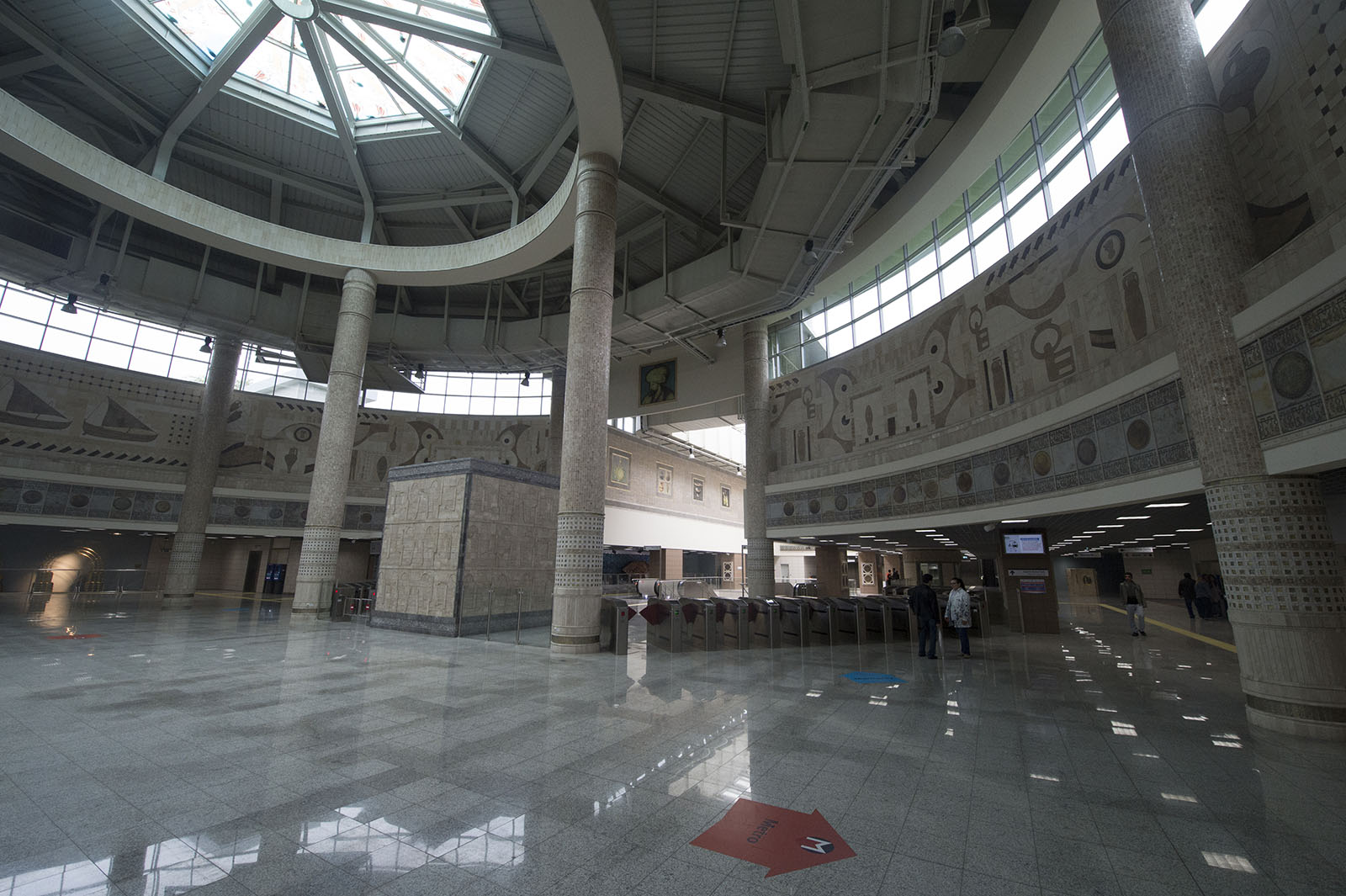
M1、M2号線のイェニカプ駅
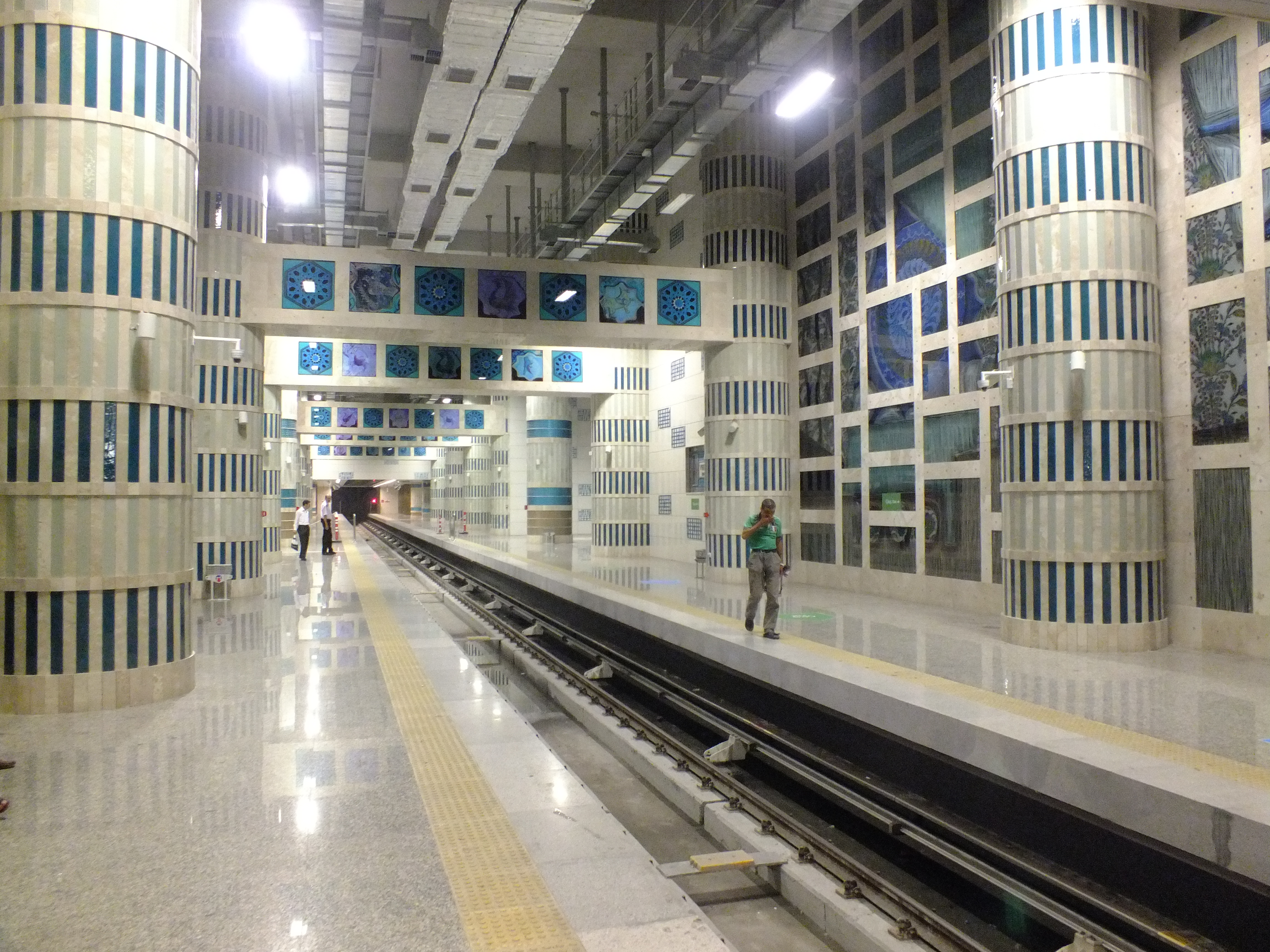
イェニカプ駅のM2号線ホーム
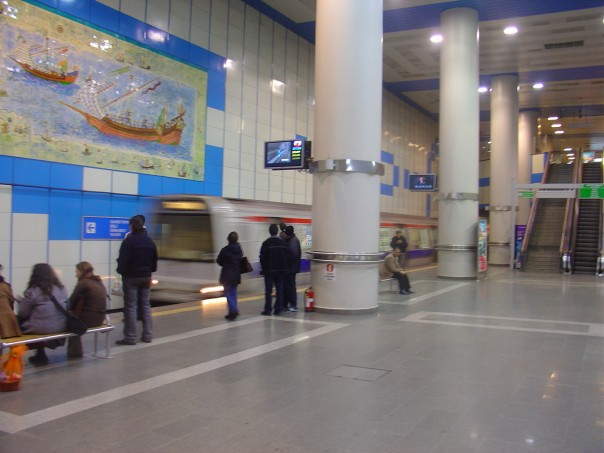
M2号線のレヴェント駅
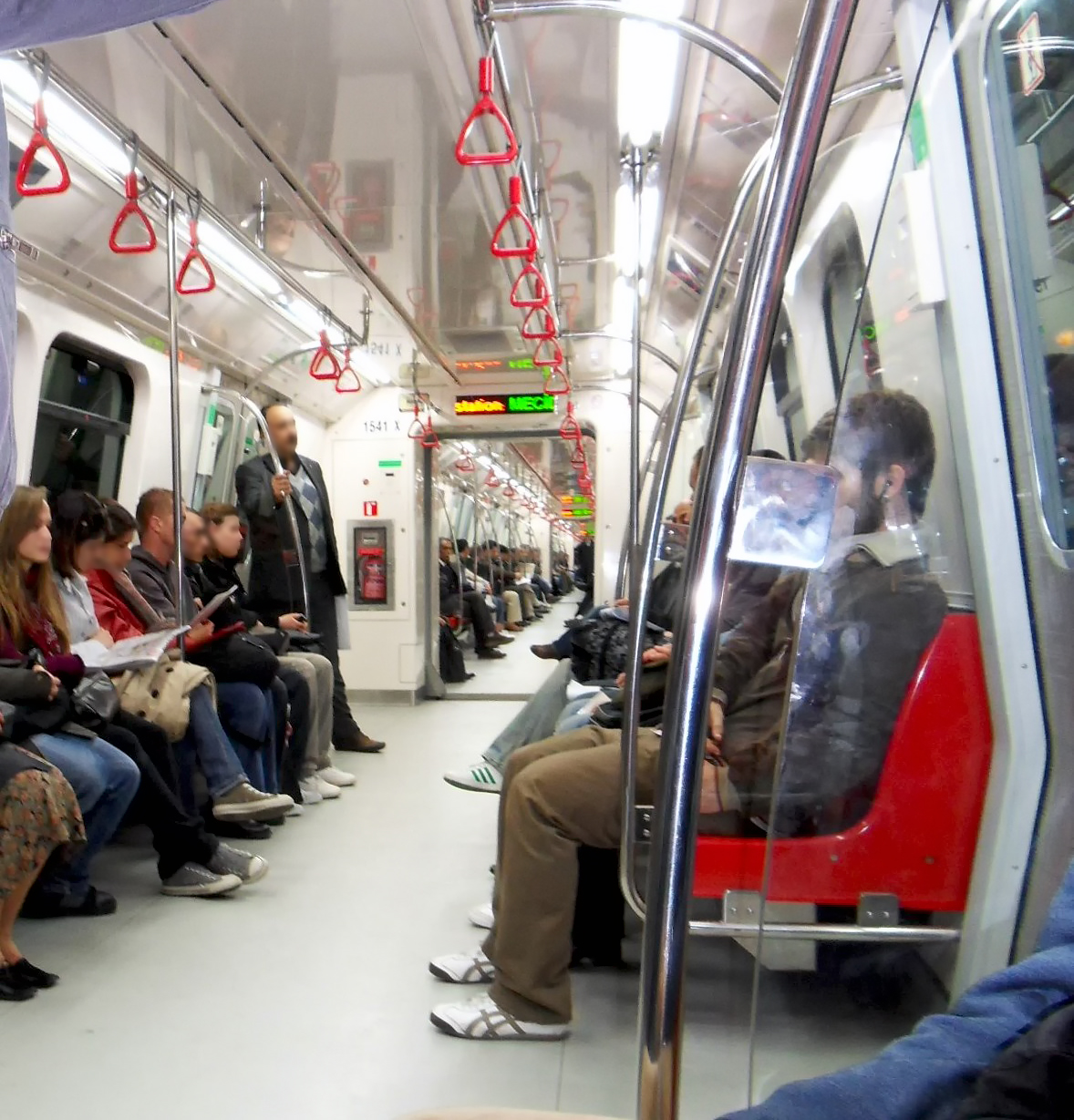
M2号線の車内
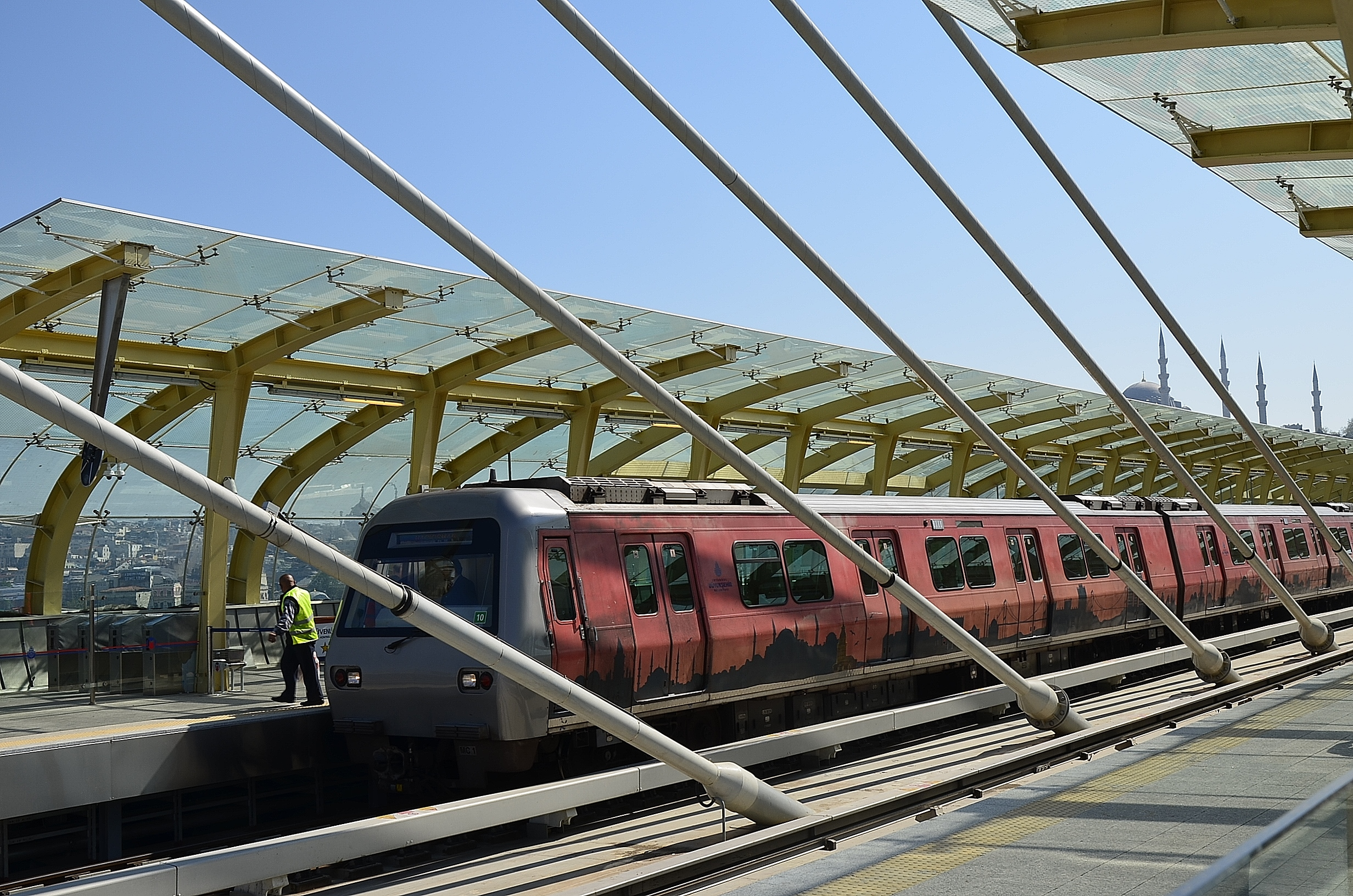
2号線のハリッチ駅
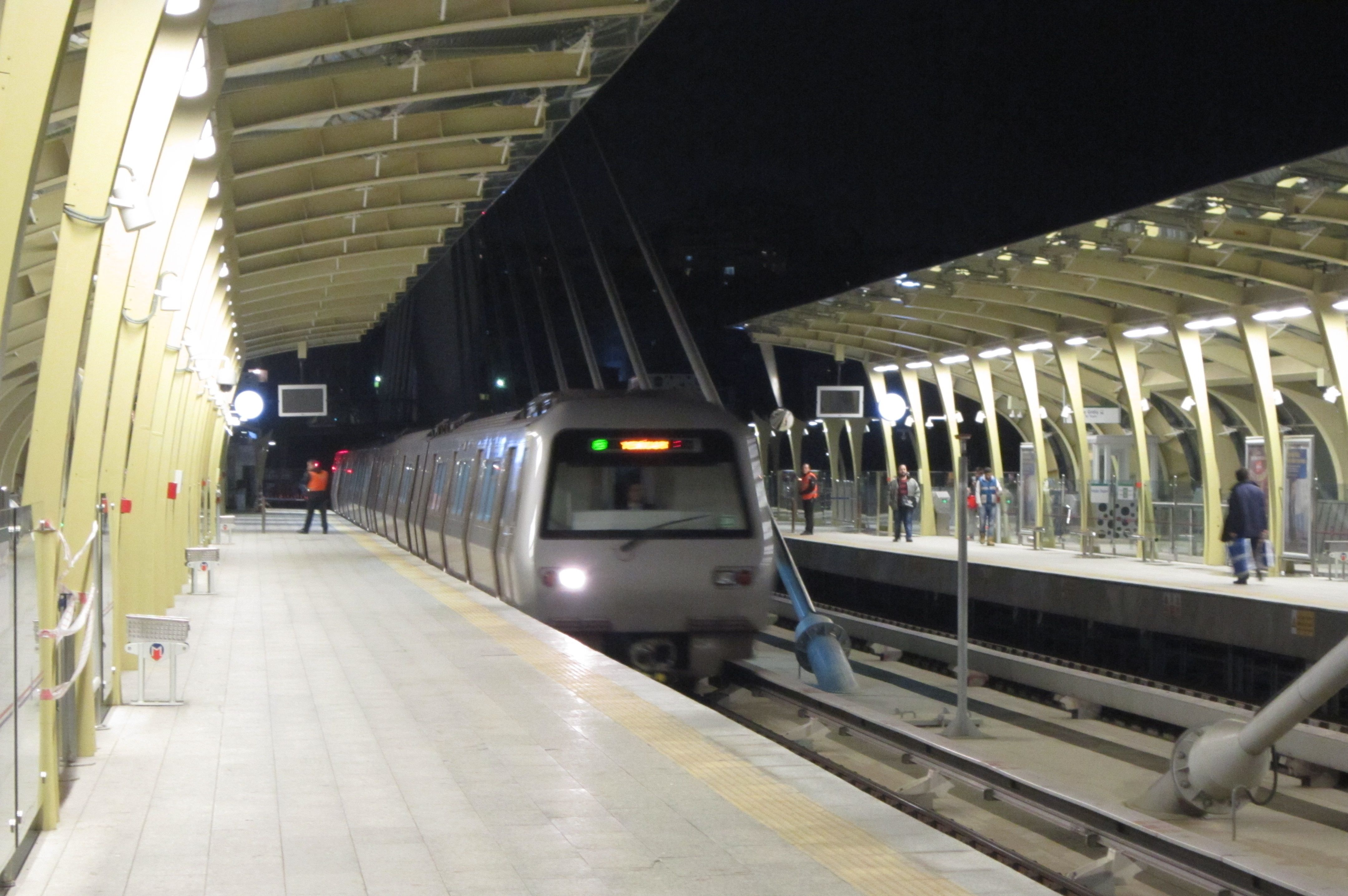
2号線のハリッチ駅プラットホーム
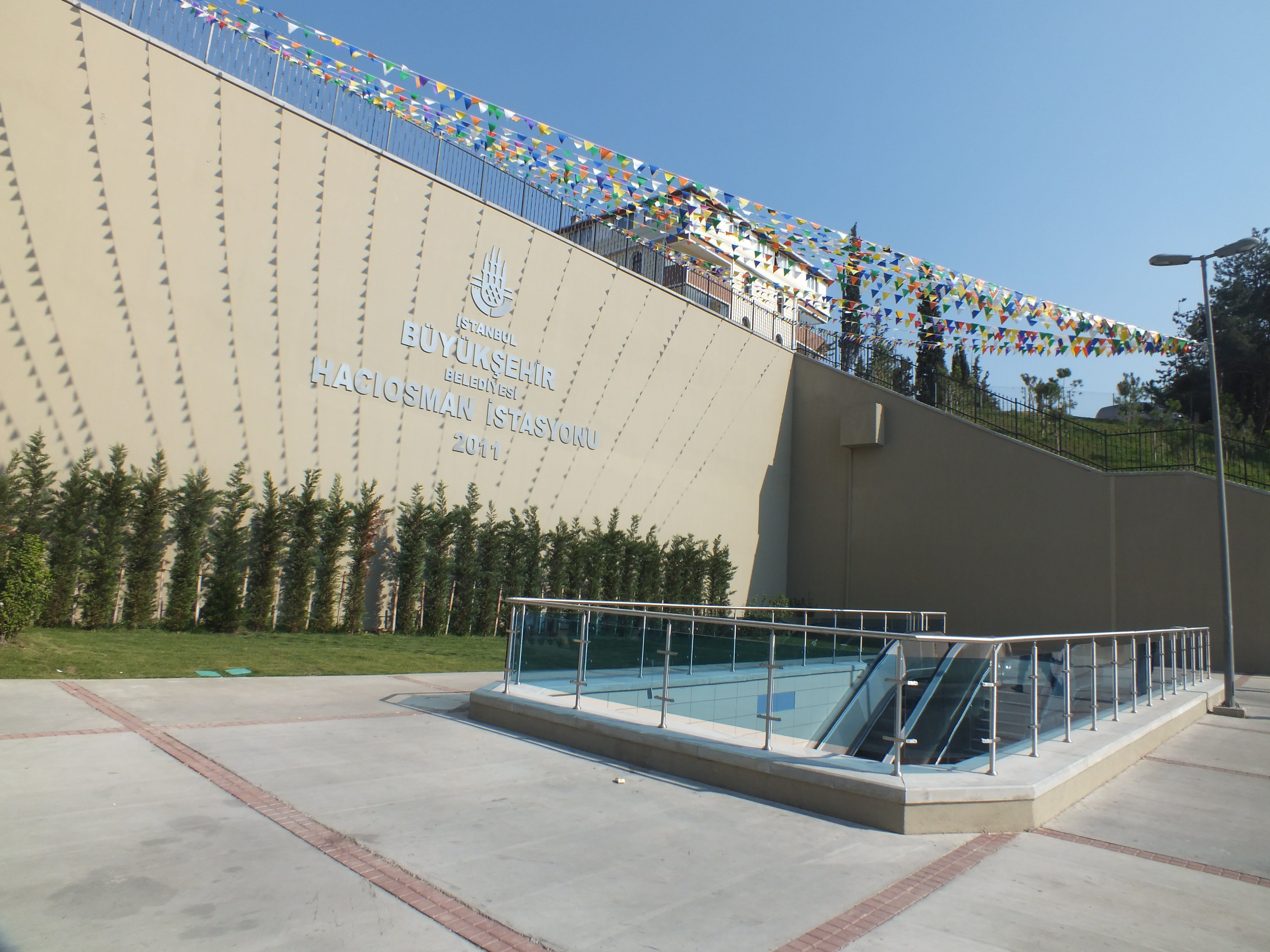
2号線のハジュオズマン駅（トルコ語版）入口
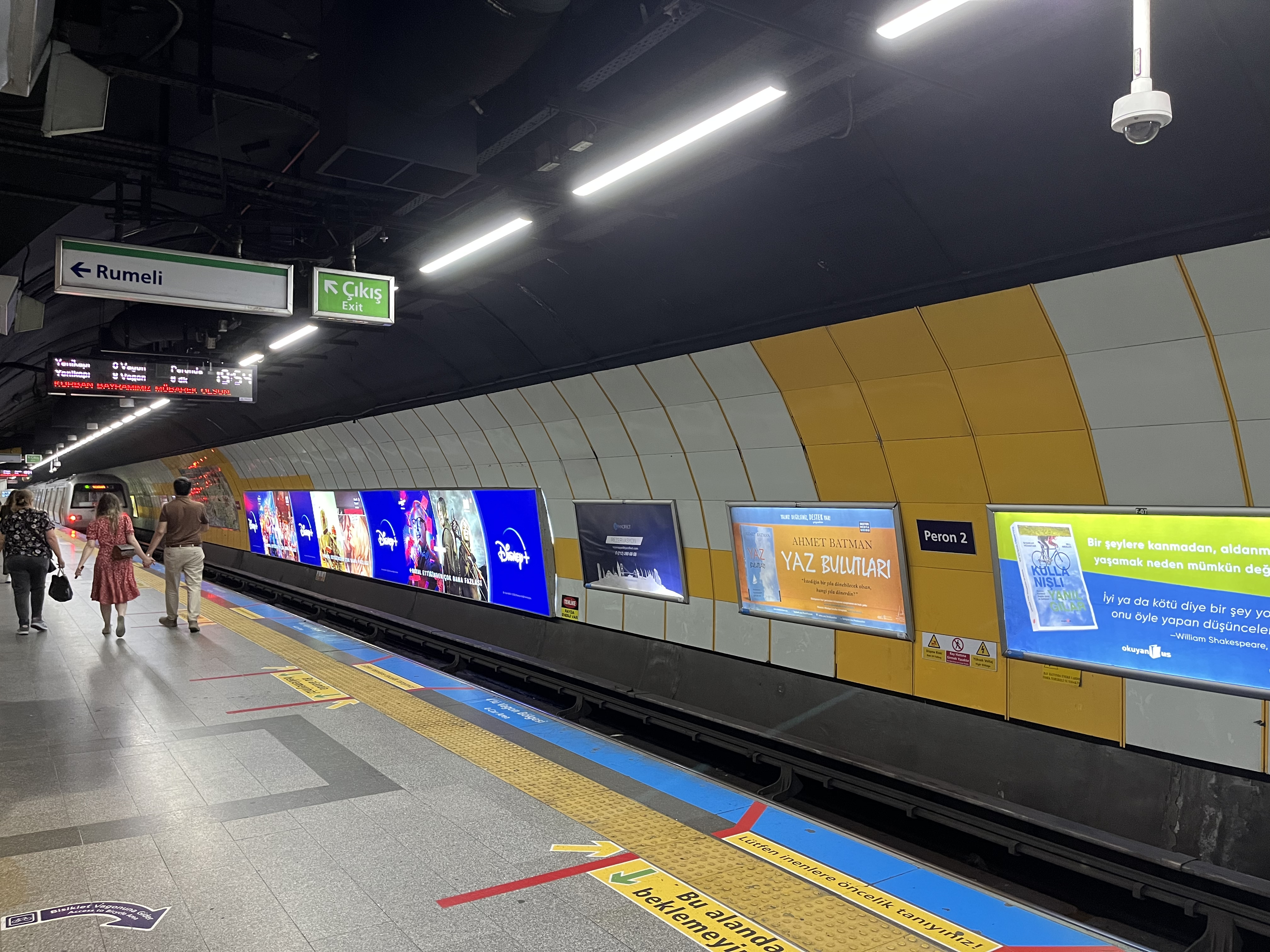
2号線のオスマンベイ駅（トルコ語版）
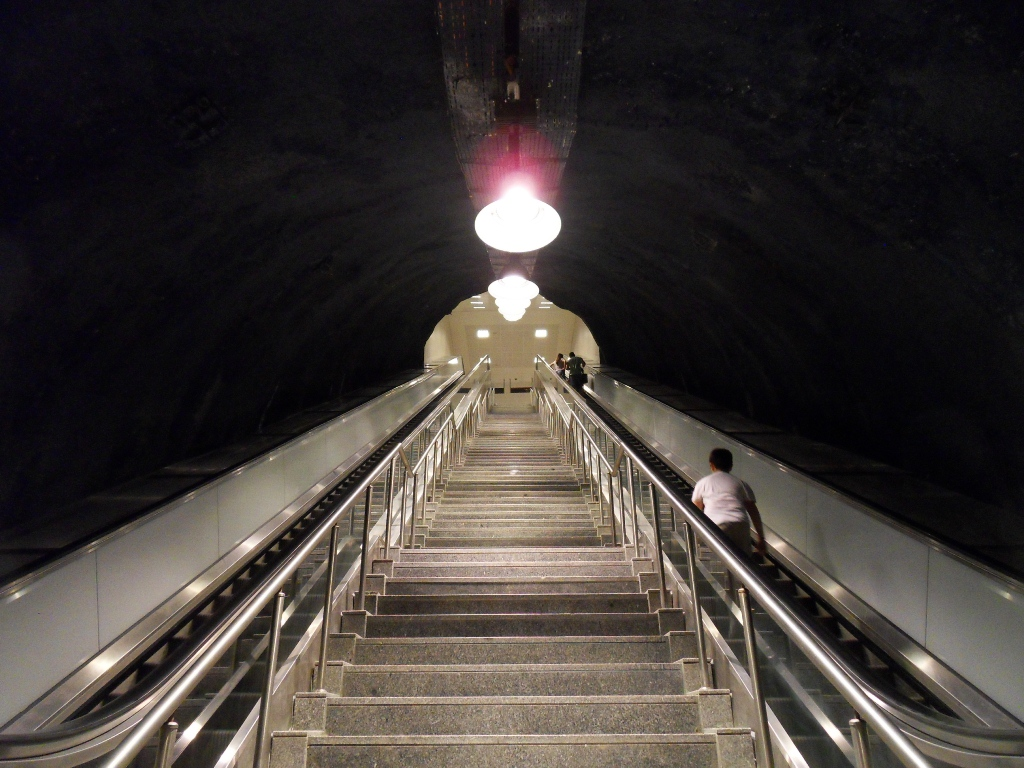
M4号線のユナラン駅（トルコ語版）
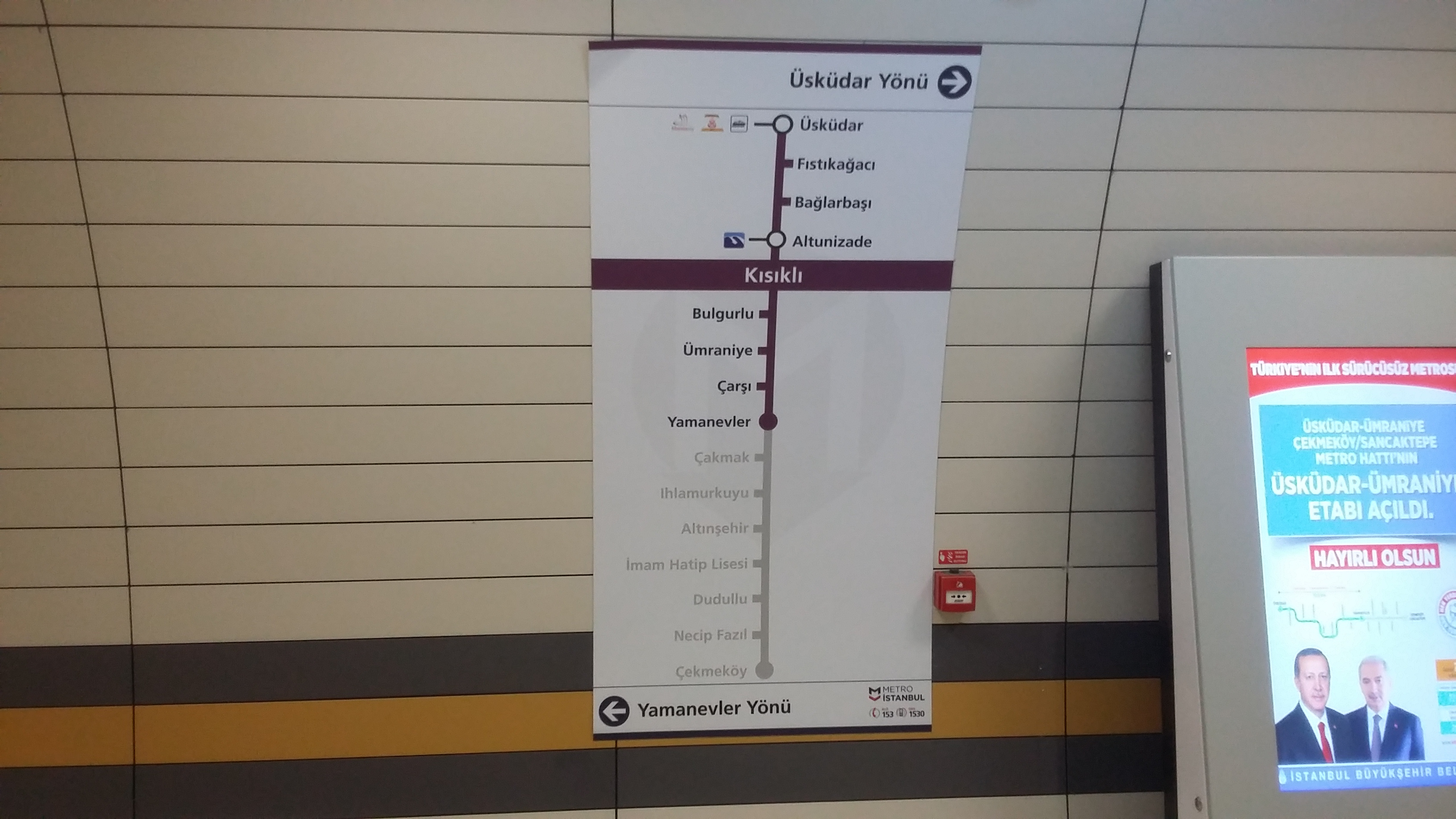
M5号線の案内板
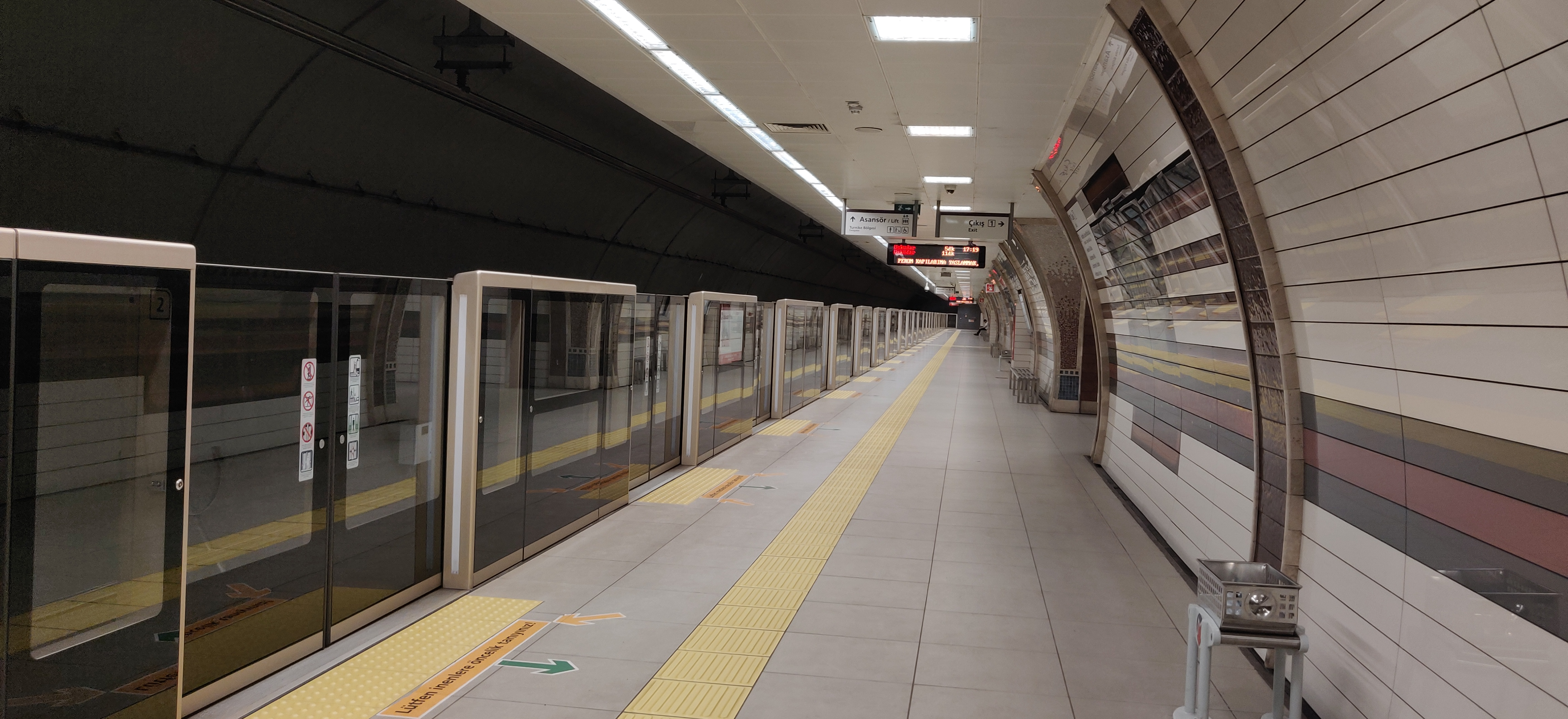
M5号線のフストゥカージュ駅（トルコ語版）
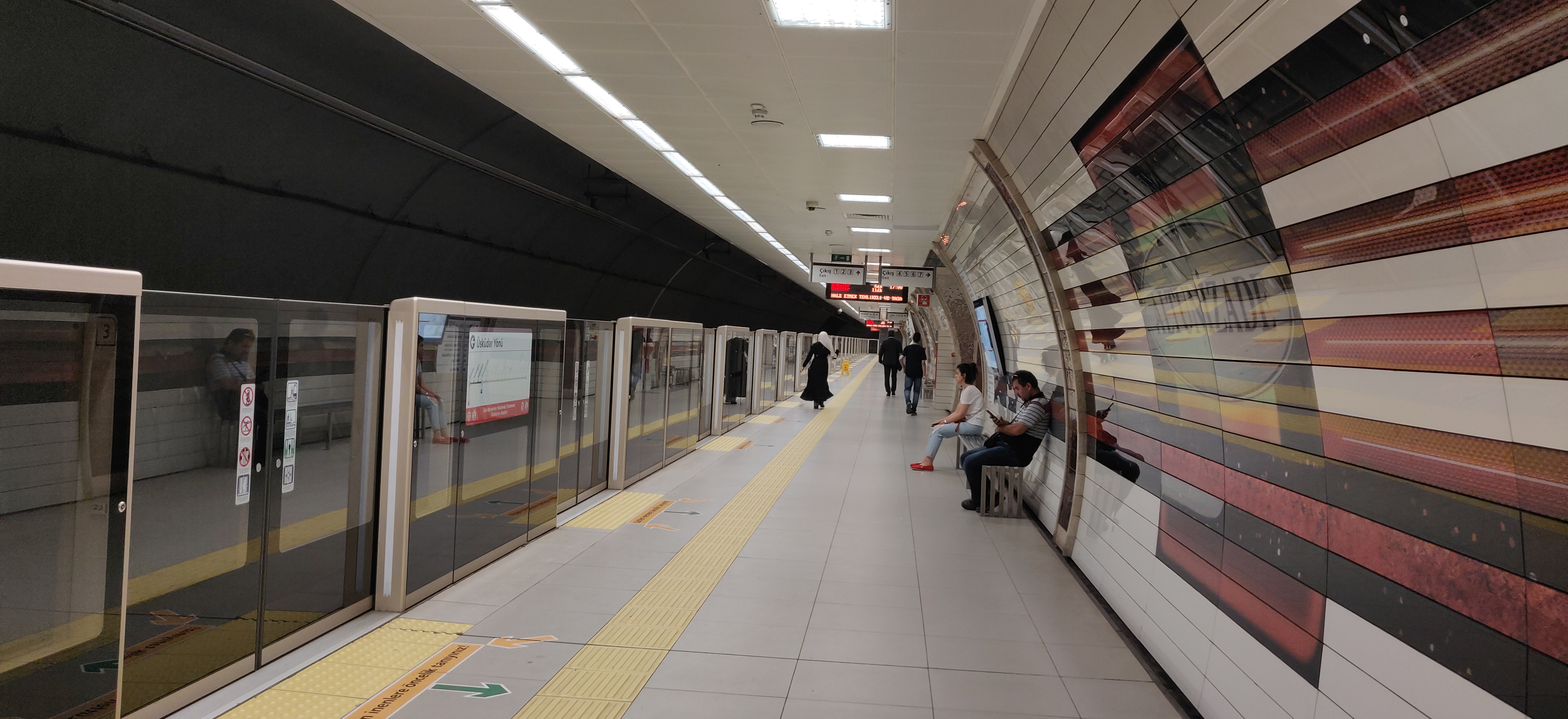
M5号線のアルトゥニザデ駅（トルコ語版）
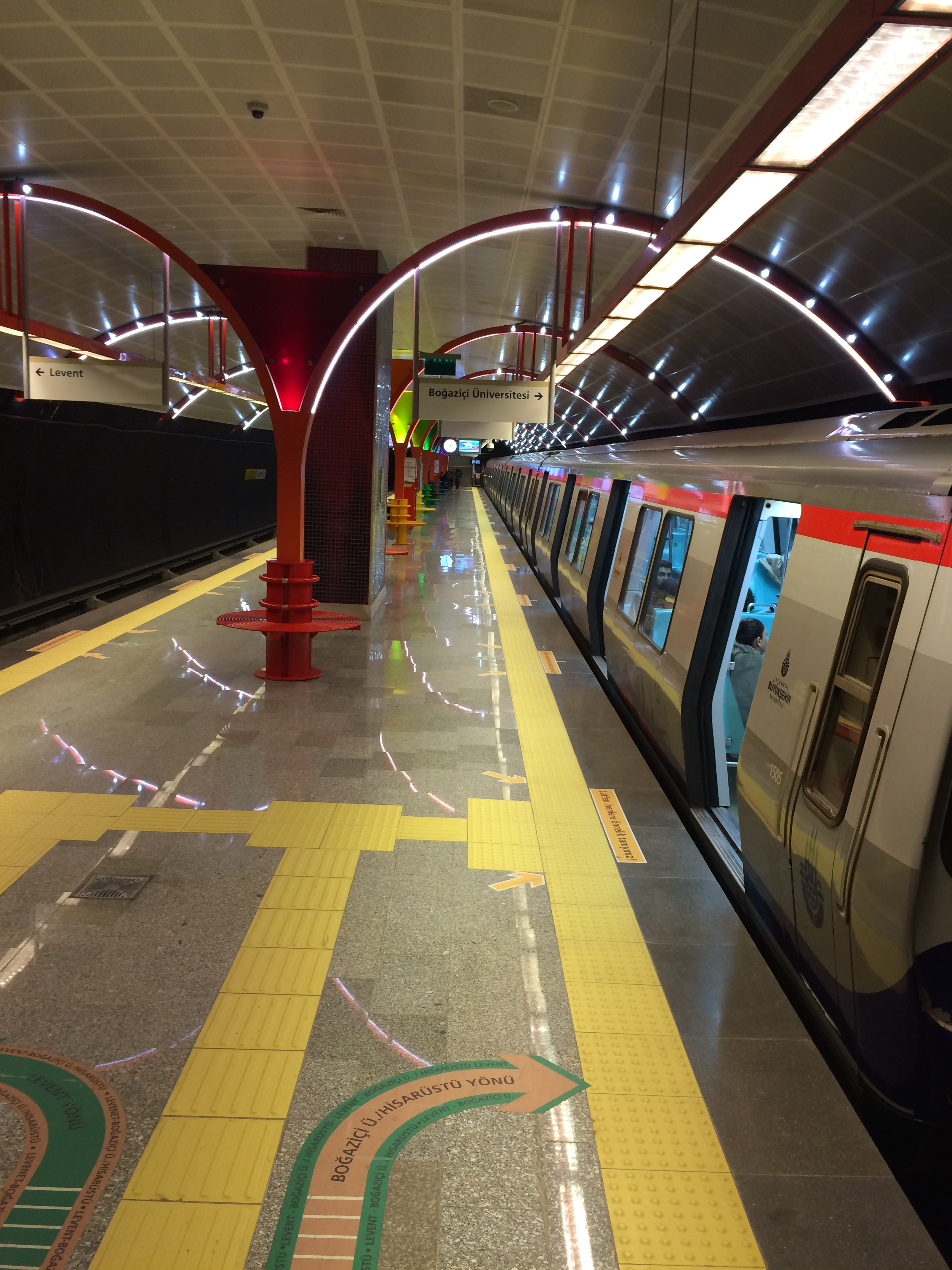
6号線のニスペティエ駅
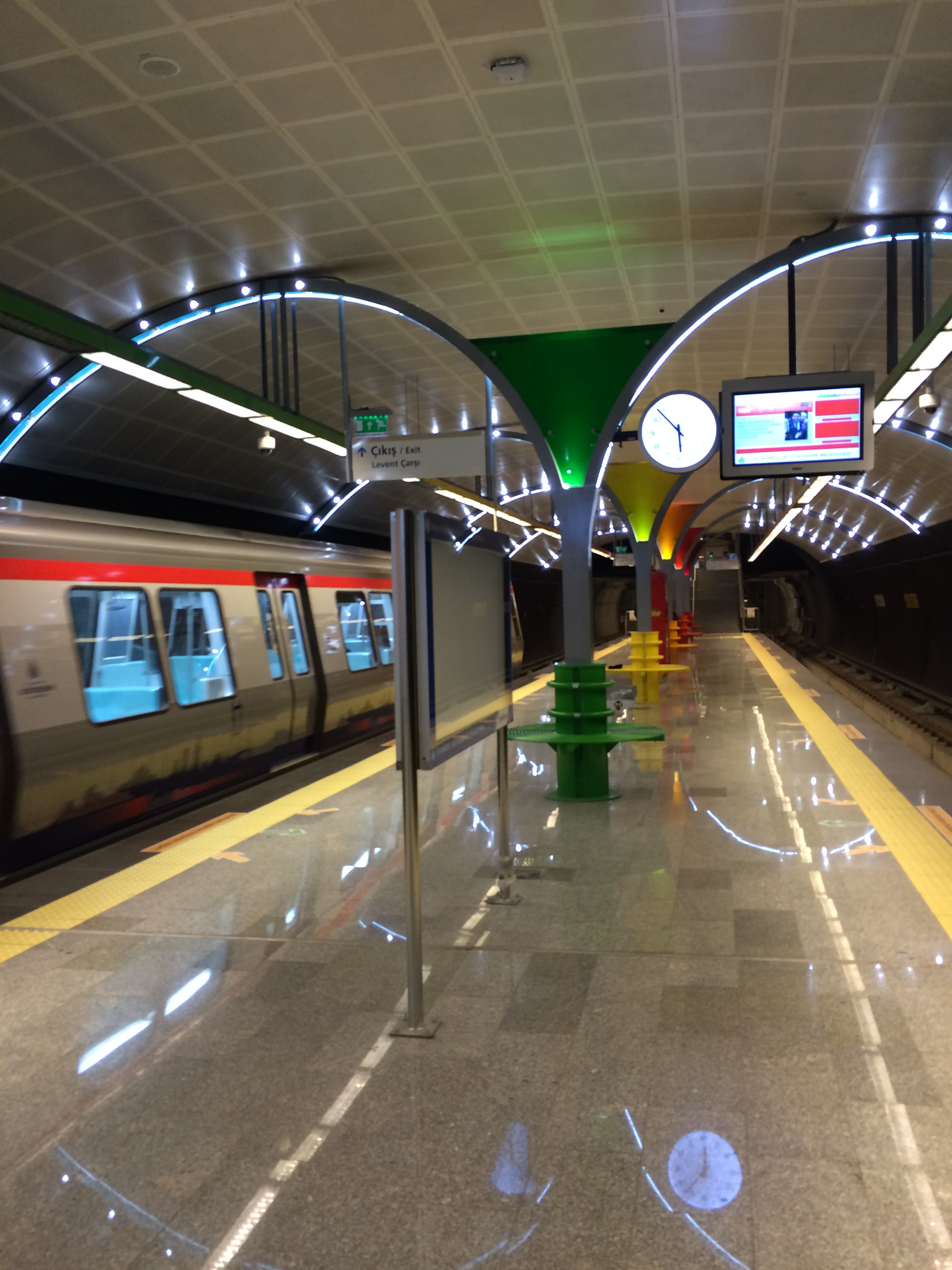
M6号線のレヴェント駅
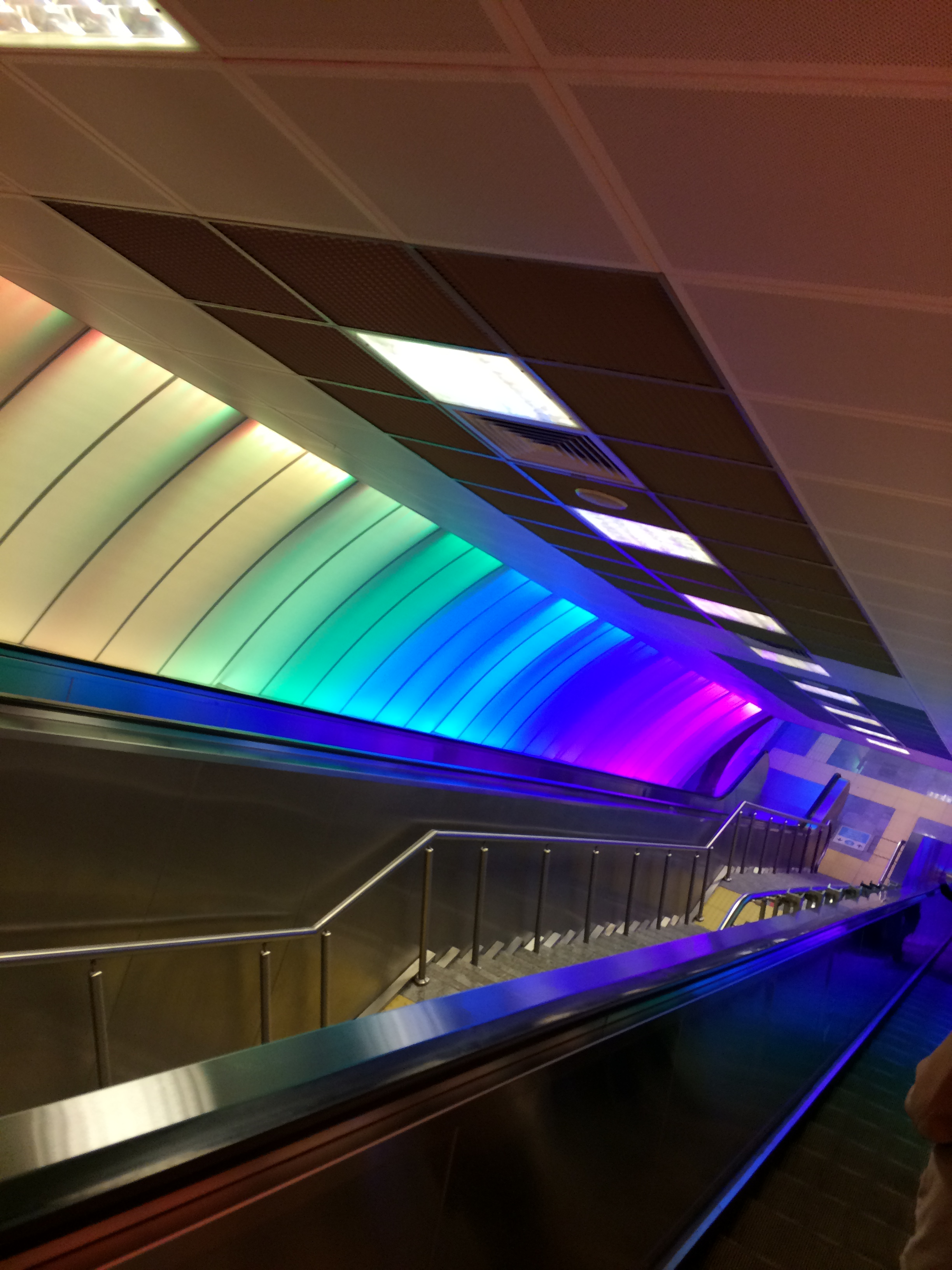
6号線のレヴェント駅構内
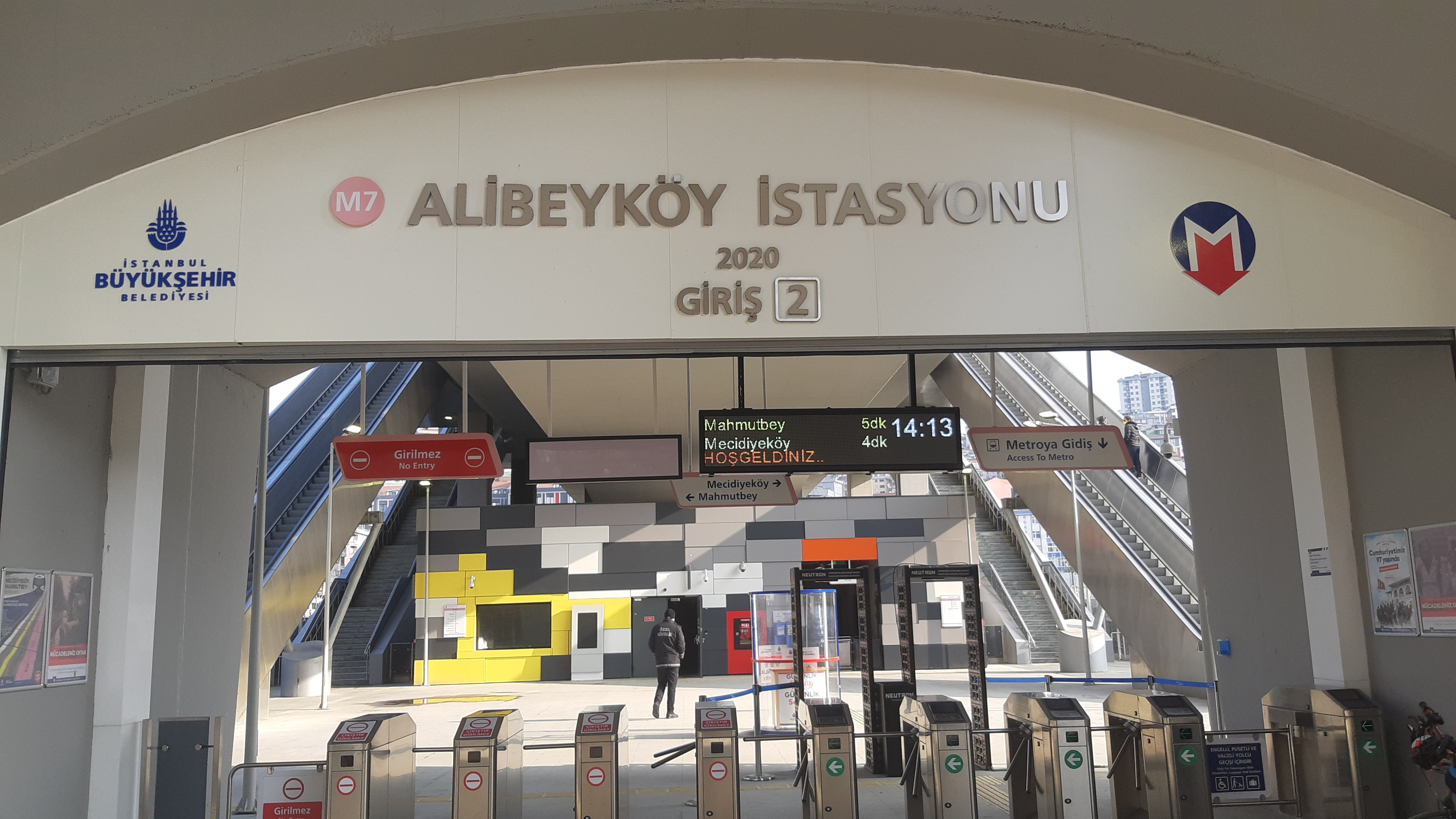
7号線のアリベイキョイ駅（トルコ語版）構内